# مسجد ملک
مسجد جامع ملک یا مسجد امام مربوط به دوره سلجوقیان است و در کرمان، خیابان امام خمینی (ششم بهمن سابق) واقع شده و این اثر در تاریخ ۱۵ مهر ۱۳۴۶ با شمارهٔ ثبت ۷۶۰ به‌عنوان یکی از آثار ملی ایران به ثبت رسیده‌است.
مسجد جامع ملک بزرگترین و قدیمی‌ترین مسجد کرمان و دارای شبستان‌های متعدد و صحن وسیعی است. این مسجد در هنگام حکومت سلجوقیان کرمان یعنی قرن پنجم و به سال ۴۷۸ ه. ق ساخته شده و بانی آن ملک توران شاه یکم است. مسجد قدمتی هزار ساله دارد و هم‌اکنون در بخش جنوبی ناحیه تاریخی بازار کرمان واقع است. این مسجد ۱۰۱ متر طول و ۹۱ متر عرض دارد و از جمله مساجد چهارایوانی به‌شمار می‌رود. برج سلجوقی آجری نیز در همین محدوده واقع شده‌است که در ضلع شمال شرقی مسجد ملک قرار گرفته‌است. سه محراب گچبری شده زیبا نیز از دیگر نمادهای این مسجد هستند. در گذشته قناتی به نام مستوره (منسوب به دختر ملک توران شاه یکم) وجود داشته که آب قنات از میان مسجد عبور می‌کرده‌است، شیخ ابوالقاسم شاکری بیش از نیم قرن امام جماعت این مسجد بودند.

## معماری
در گذشته آب قنات مستوره در آب‌نمایی روباز، و به عمق ۴ متر و با پله‌هایی در دو سوی آن در قسمت غربی مسجد جاری بود، که در آنجا وضو می‌گرفتند و طراوت مسجد از آن آب روان بود. قنات مستوره در کمتر از نیم قرن پیش خشک شد، سپس آن را پر و رویش را سنگ‌فرش کردند.

### ورودی
تاق ورودی سردر، مقرنس‌کاری است و ترنجی برجسته در قسمت پایین تاق قرار دارد. گچ‌بری طرح گره اطراف تاق را آراسته کرده‌است. سردر ورودی و اصلی مسجد، شمالی است؛ در قدیمی مسجد از جنس چوب و کم ارتفاع است. در گذشته برای این که افراد هنگام ورود به مسجد سری به نشانه تعظیم خم کنند و سپس وارد شوند، درهای ورودی را کم ارتفاع درست می‌کردند. همین که از سردر شمالی داخل شدیم، وارد راهرویی با سقف نسبتاً بلندی می‌شویم که آجرکاری معقل نمای آن را شکل داده است.

### شبستان ها
مسجد ملک از شبستان‌های متعدد و صحن وسیعی تشکیل شده‌است. این مسجد ۹۱۹۱ متر مربع مساحت و سه درب ورودی و چهار ایوان دارد. ایوان بزرگ قبله، بزرگ‌ترین ایوان است که در ضلع غربی صحن واقع شده‌است. این ایوان با آجر و به سبک دوره سلجوقی مزین شده‌است. چند شبستان در این مسجد ساخته شده که شبستان امام حسن (ع) مشهورترین آن‌ها است. شبستان آقا شیخ حسن فقیه دارای ۲۲ ستون از شبستان‌های دیگر این بنا است. شبستان آقا علی با ۶ ستون در شمال غربی واقع شده که به شبستان امام موسی بن جعفر (ع) متصل می‌شود. شبستان ضلع جنوبی دارای ۲۷ ستون است، ولی شبستان واقع در ضلع شرقی کوچک است.

### محراب ها
چندین محراب گچ‌بری شده کوچک که بین ۱۰۰ تا ۱۵۰ سال قبل از عهد سلجوقی بنا شده و به دوران آل بویه برمی‌گردد، از دیگر قسمت‌های مسجد است. سه محراب دیگر نیز که در پشت بام و در شبستان امام حسن (ع) قرار دارد، دارای گچ‌بری‌های زیبا و منحصربه‌فرد هستند که به قرن پنجم مربوط می‌شوند.

### برج سلجوقی
برج سلجوقی که برجی آجری است، در شمال شرقی مسجد بنا شده که بخش‌های بالایی آن ویران شده و فقط ۶ متر از آن سالم بر جای مانده است.

## پیشینه
بر اساس مدارک تاریخی که در کتاب نسب نامه خلفا و شهریاران آمده است مسجدی که در دوران سلجوقی بنا گردید مسجدی بود چهار ایوانی که بیشترین مصالح بکارگرفته شده در آن آجر، خشت خام ، ملات گل و ملات گچ بوده‌است . شبستان‌ها در حد فاصل ایوان‌ها جای دارد بزرگترین شبستان در ضلع غربی و شمالی بوده‌است و ضلع جنوبی صرفاً به صورت یک کله کار یا دو کله کار و در امتداد ایوان جنوبی و شرقی جای داشته‌است که نمای بنا با طرح‌های مختلف مرسوم دوران سلجوقی پوشانده شده بود در خاکبرداری‌ها مشخص شد که در بعضی از بخش‌های تزئینی نگین های کاشی نیز به ابعاد 1/5*5/1 یا 2*2 بکار رفته رنگ کاشی مذکور فیروزه ای بوده‌است که با تلفیق با آجر بسیار زیبا بوده‌است.

## نگارخانه

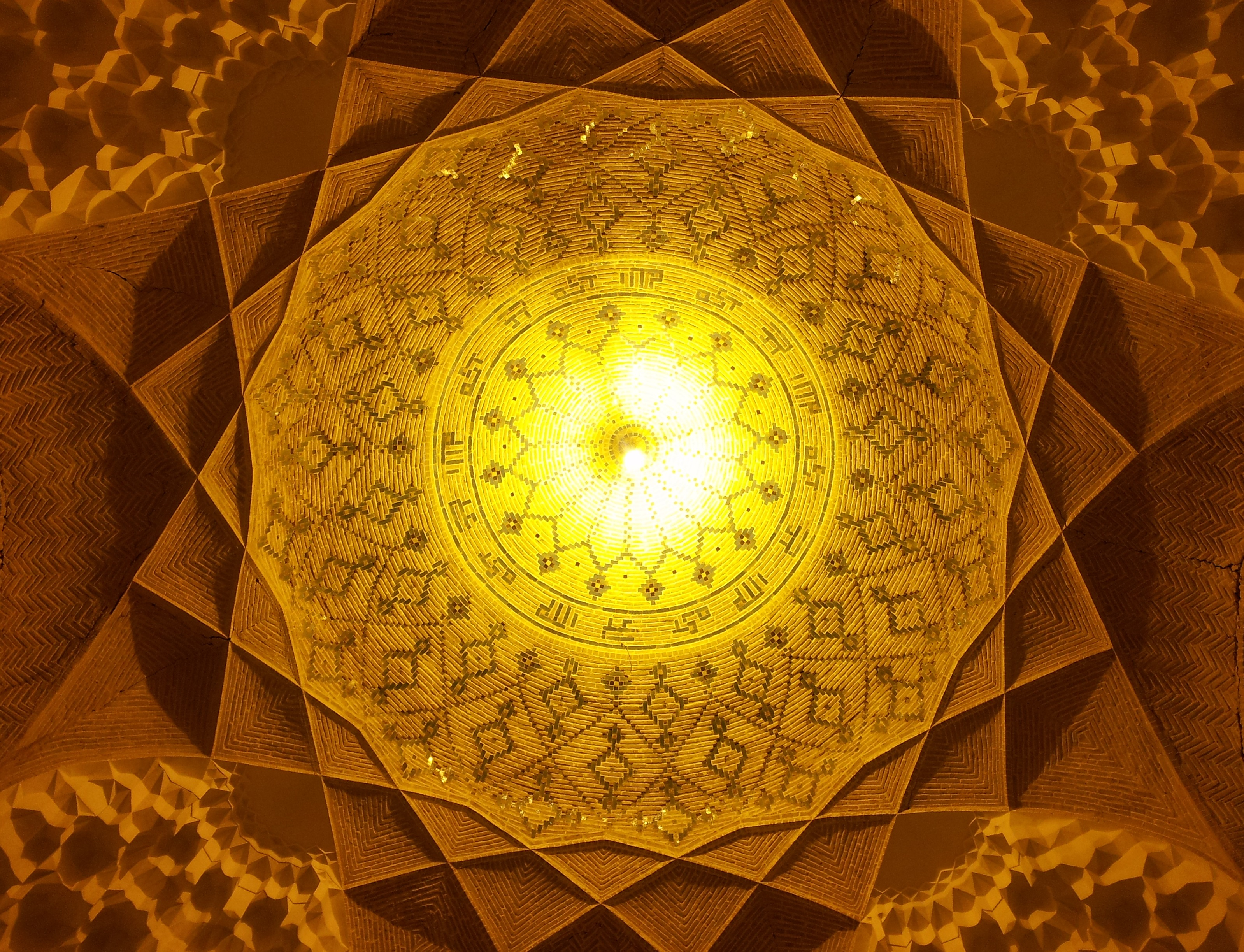
سقف مسجد ملک
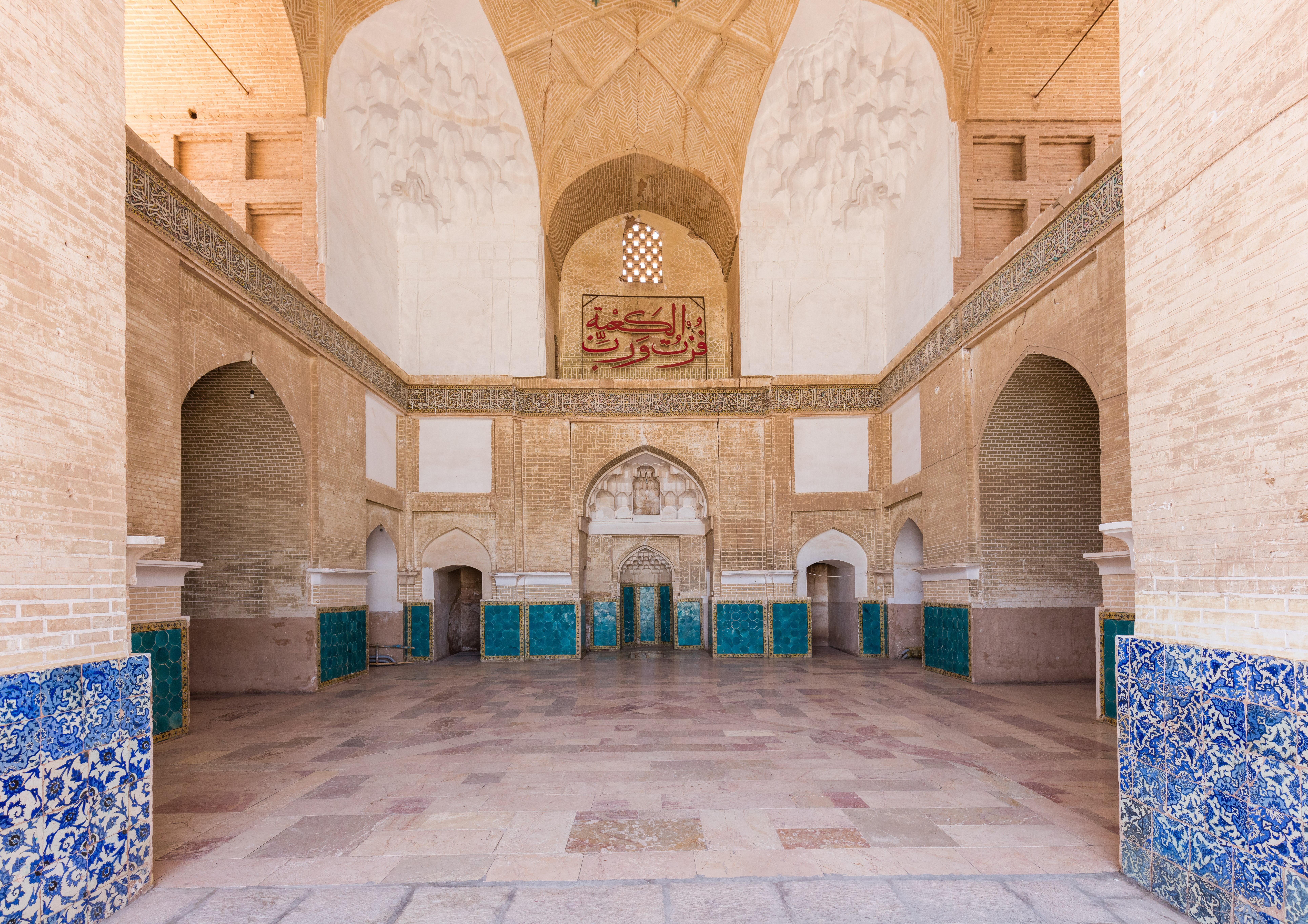
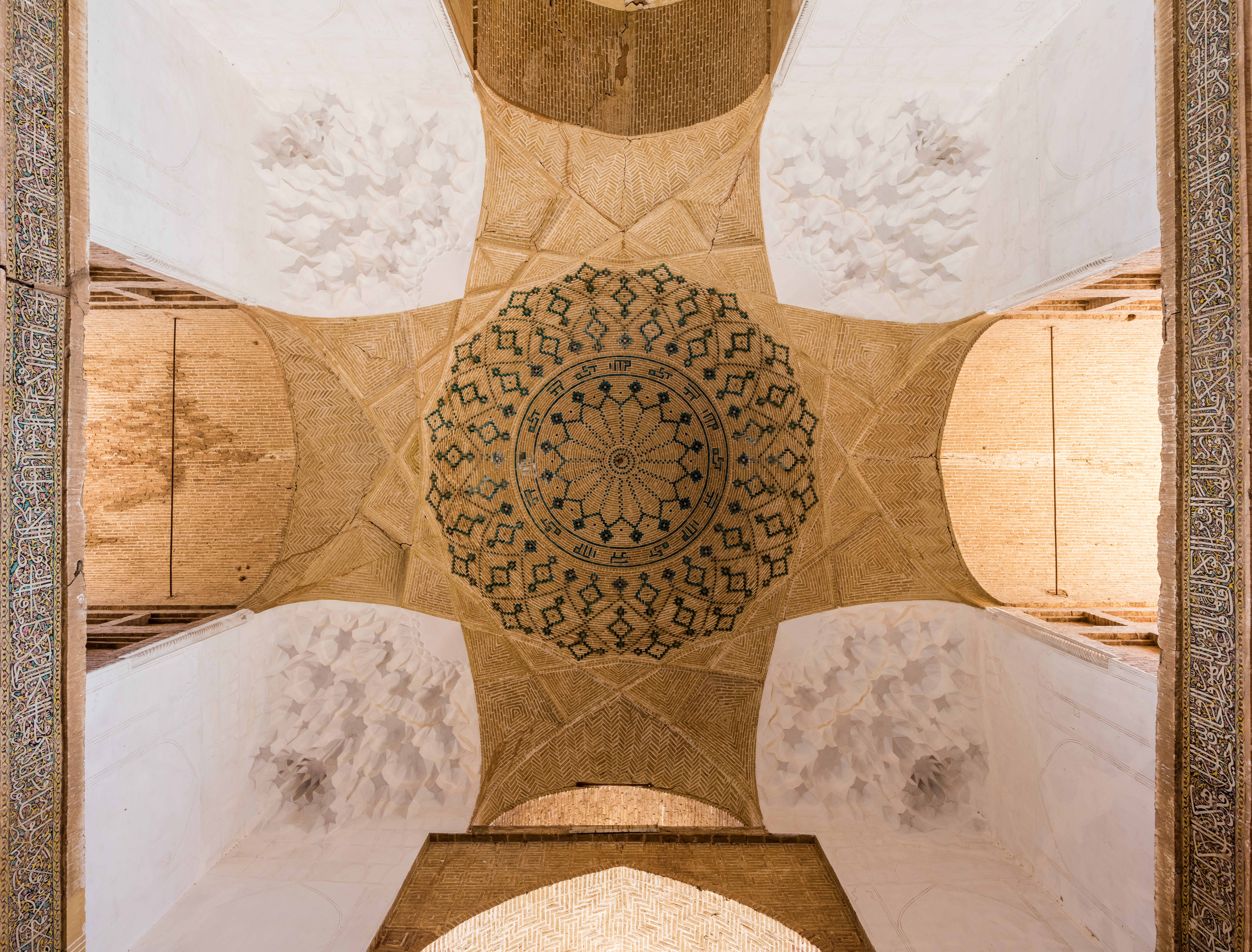
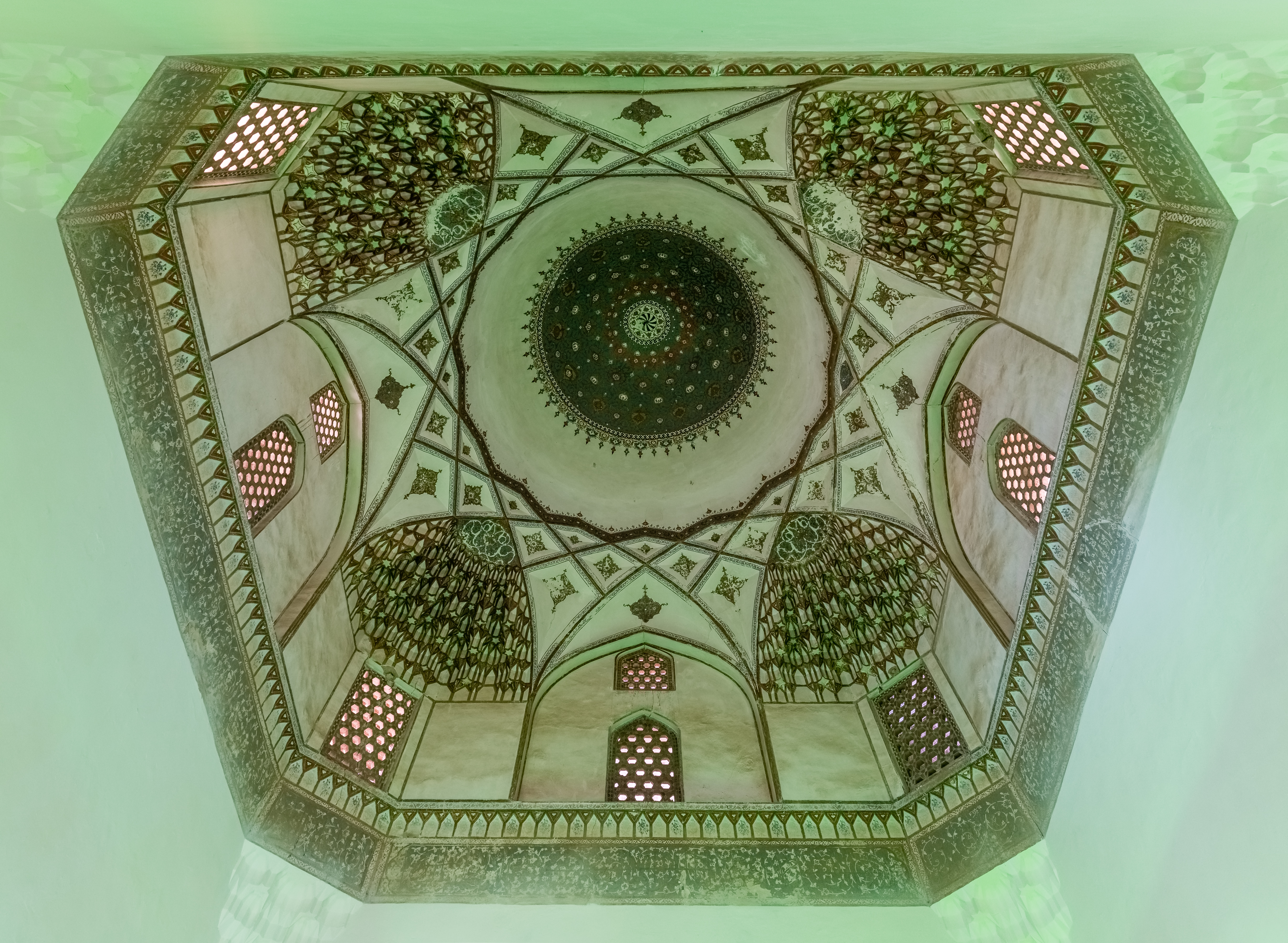
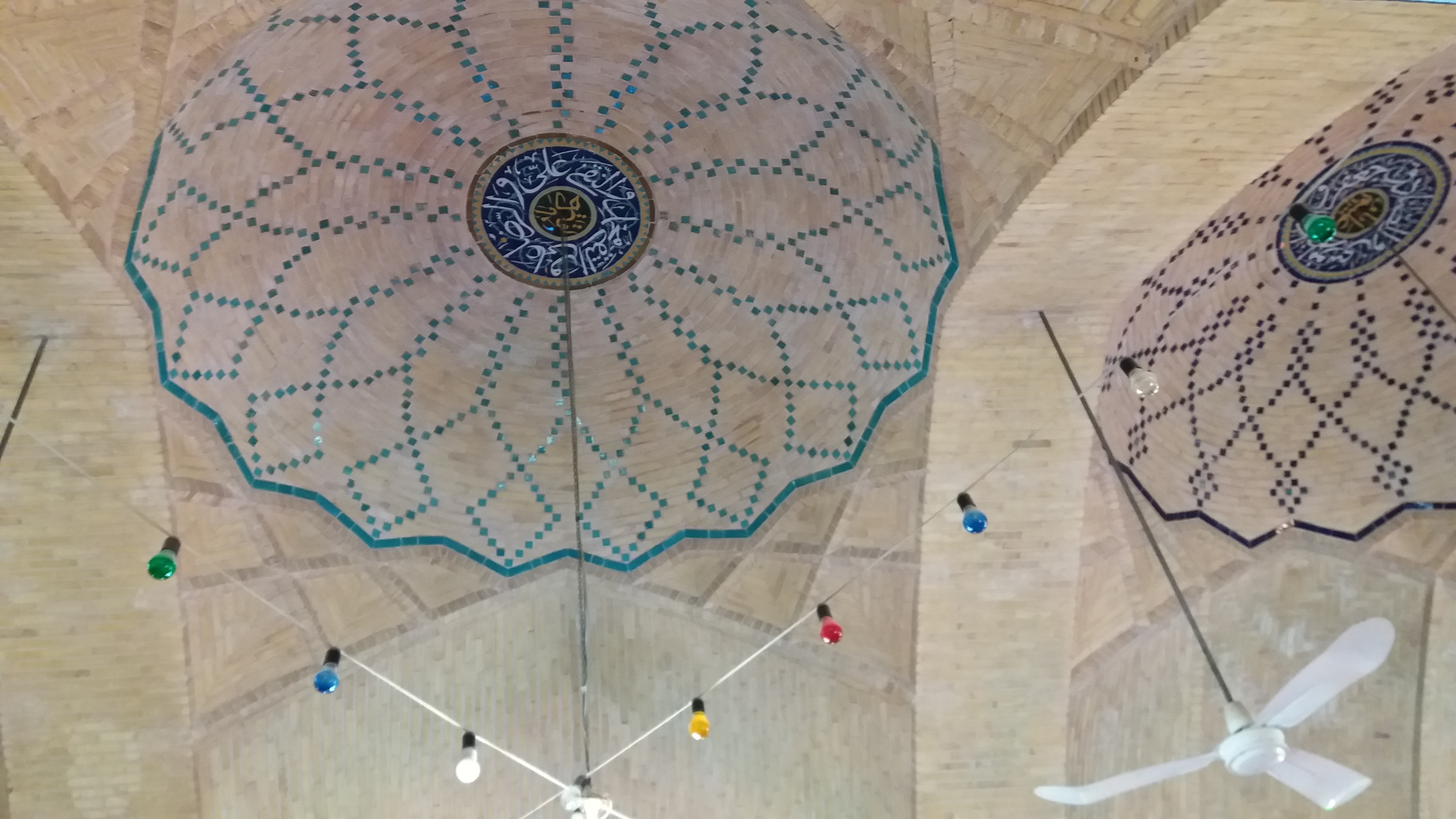
مسجد ملک - کرمان
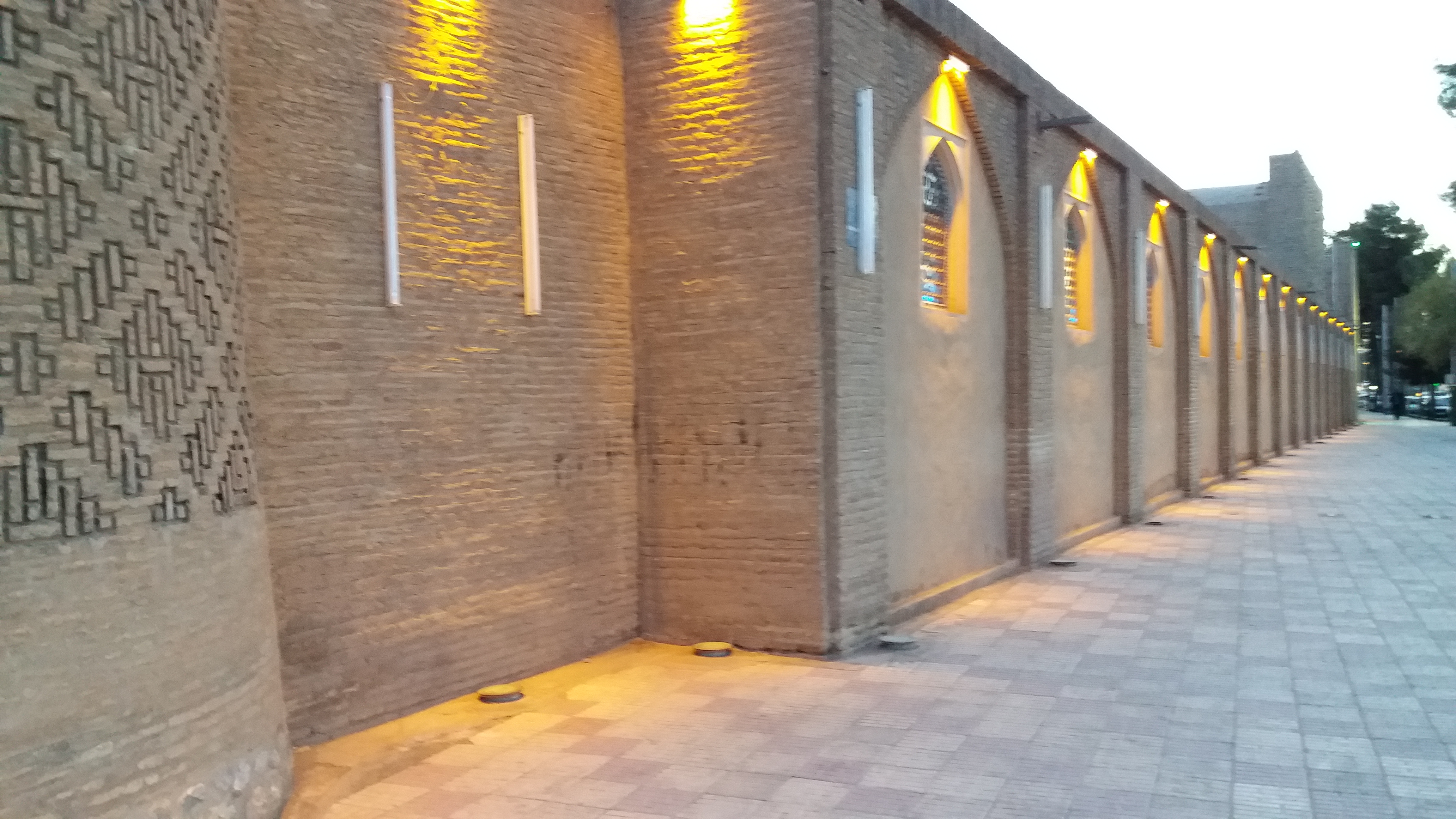
مسجد ملک - کرمان
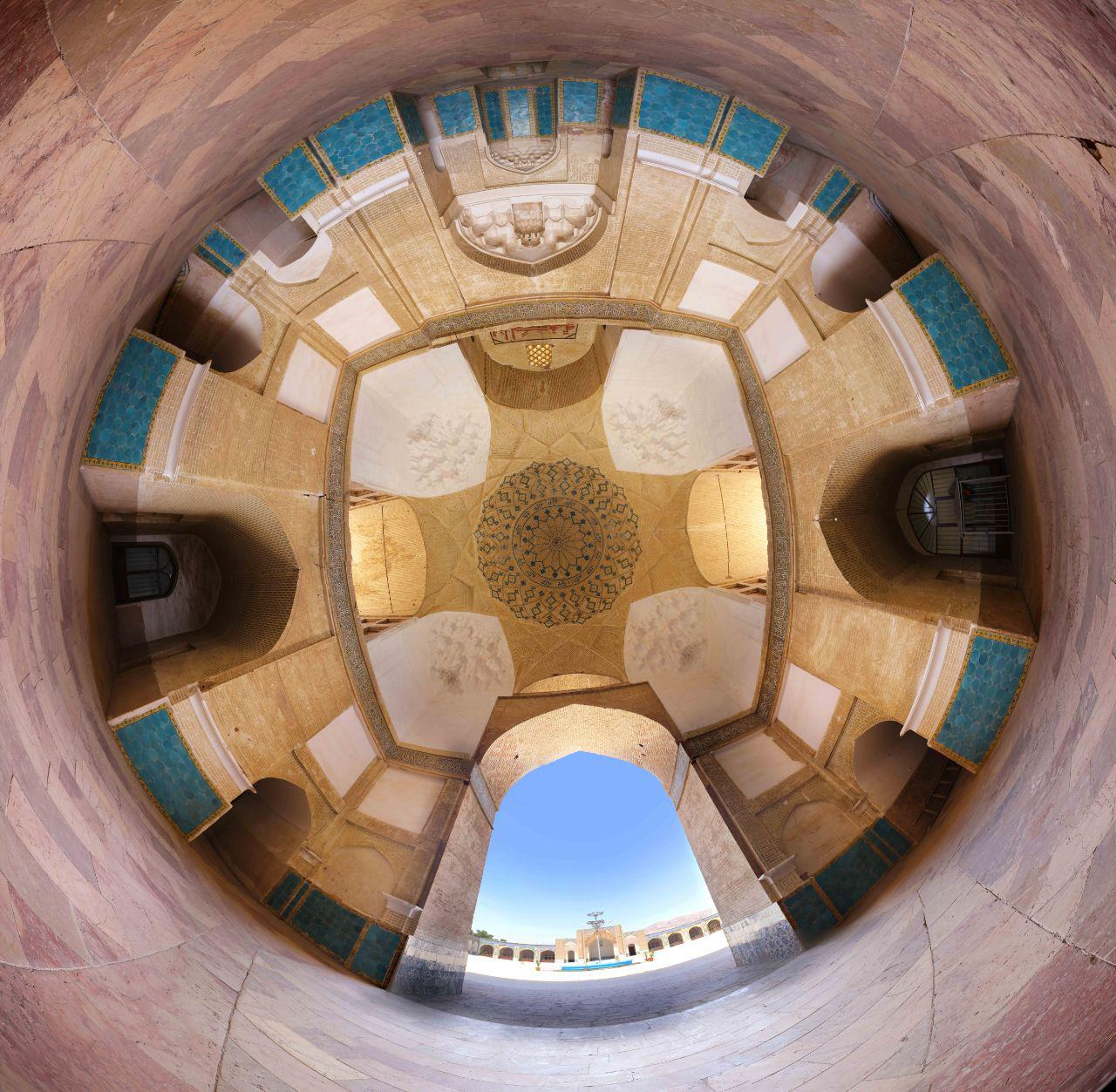
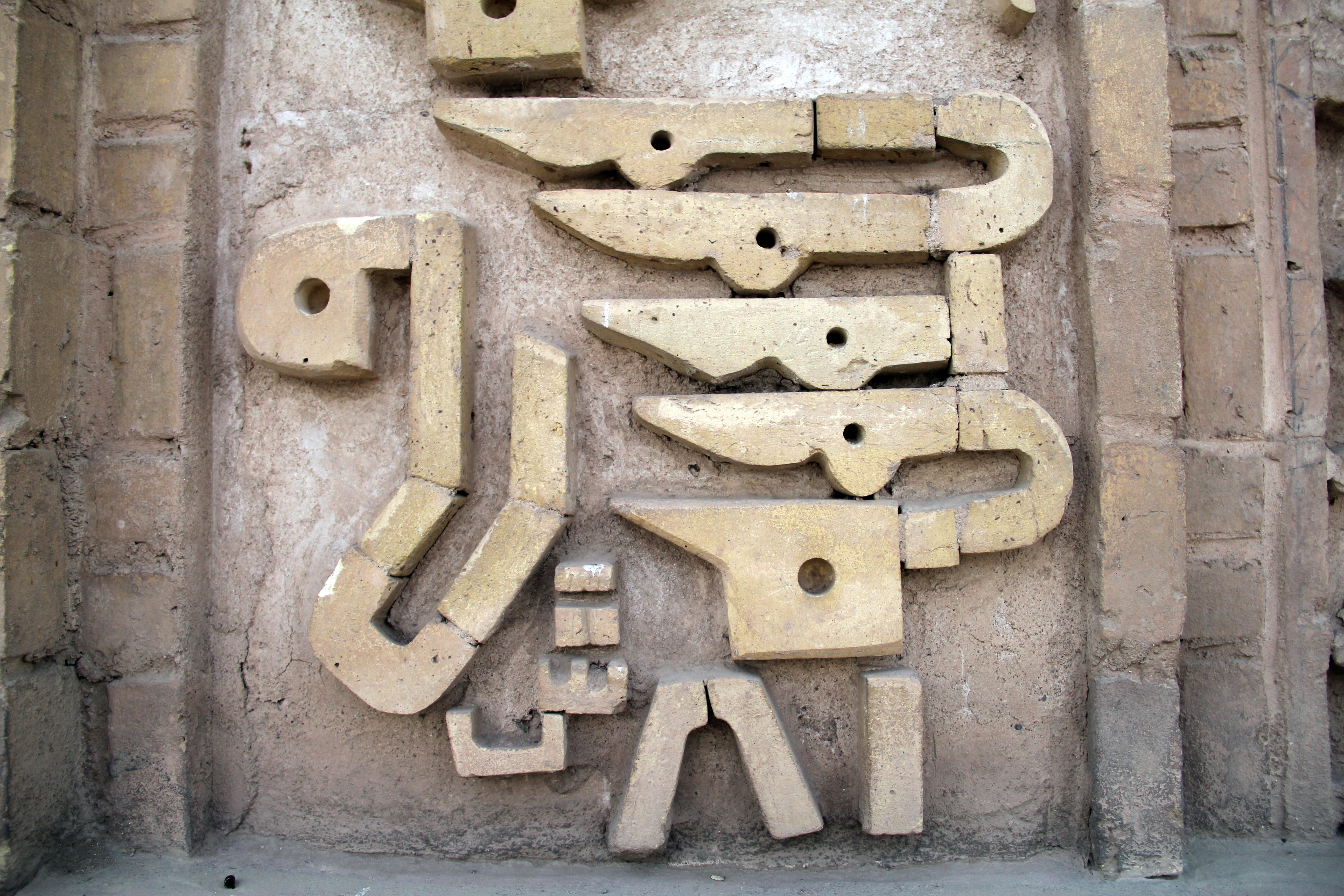
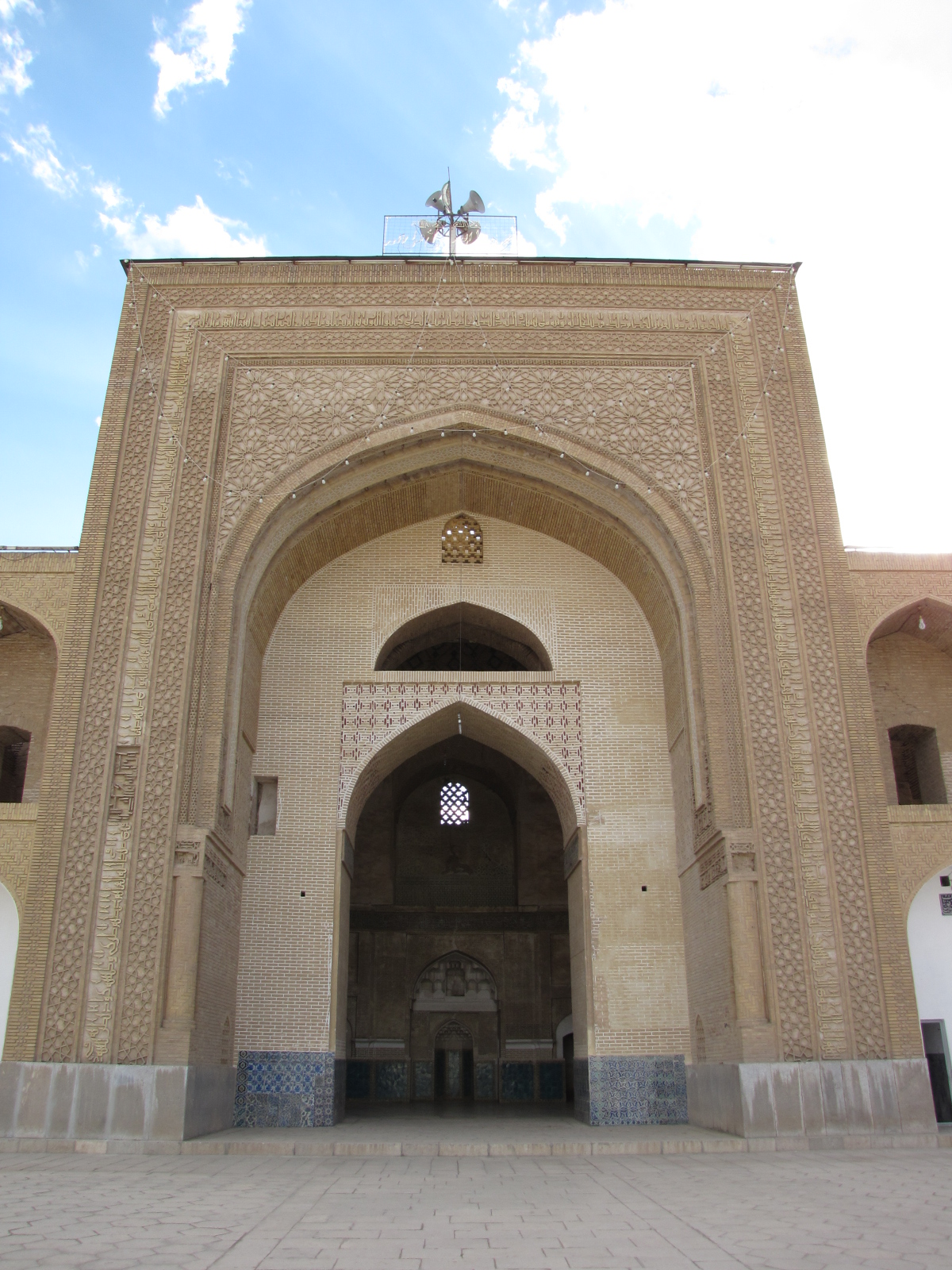
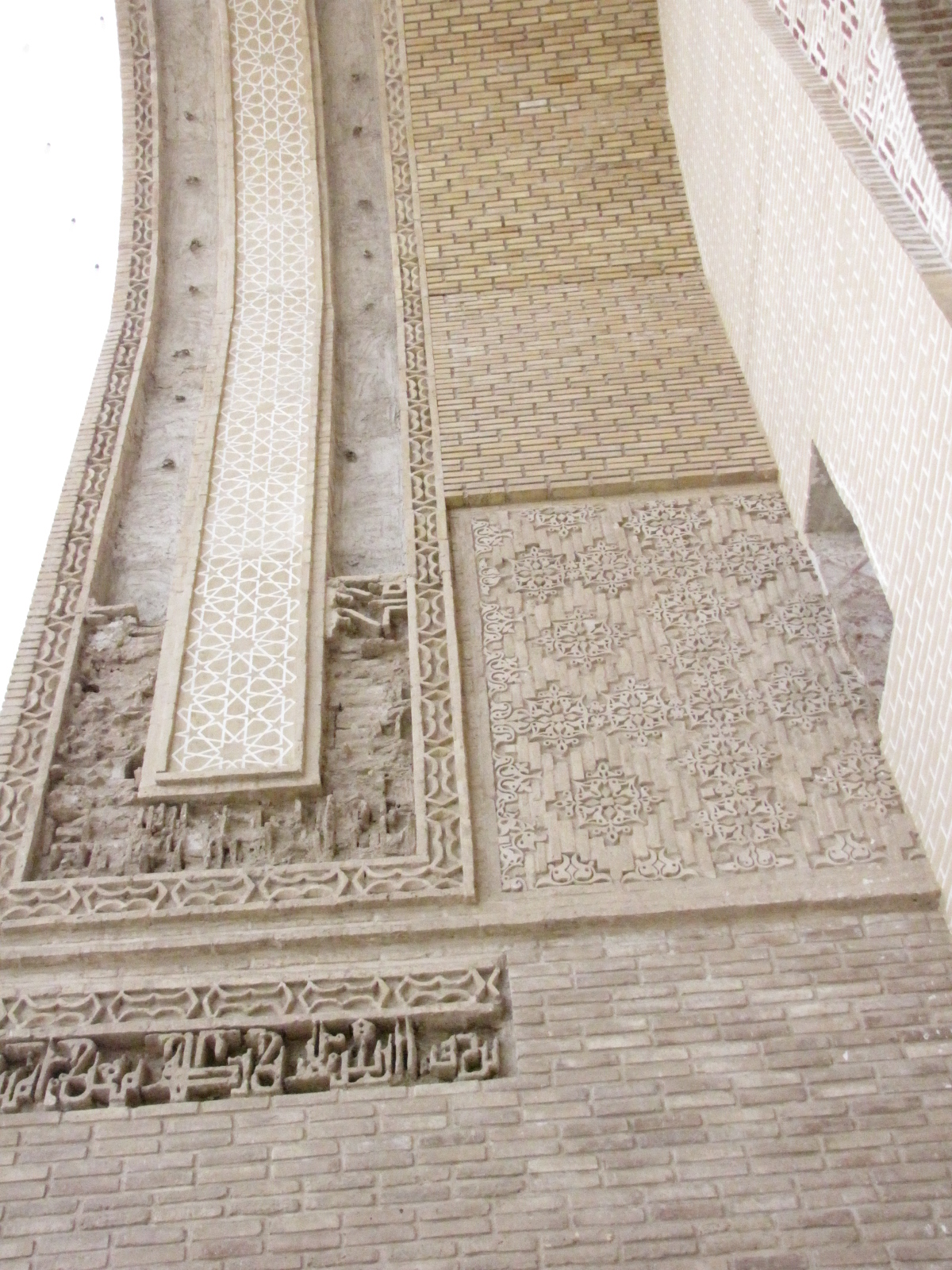
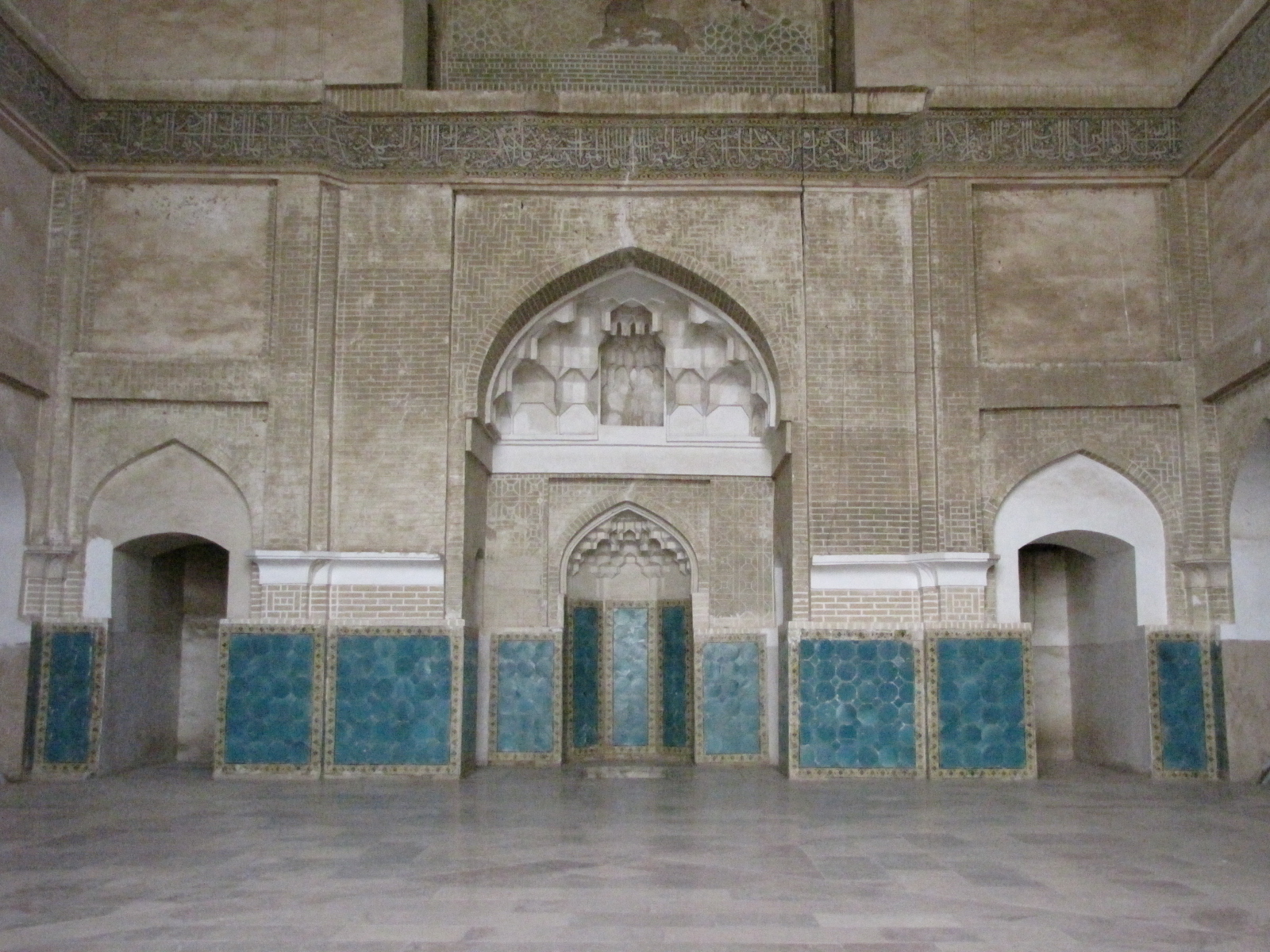
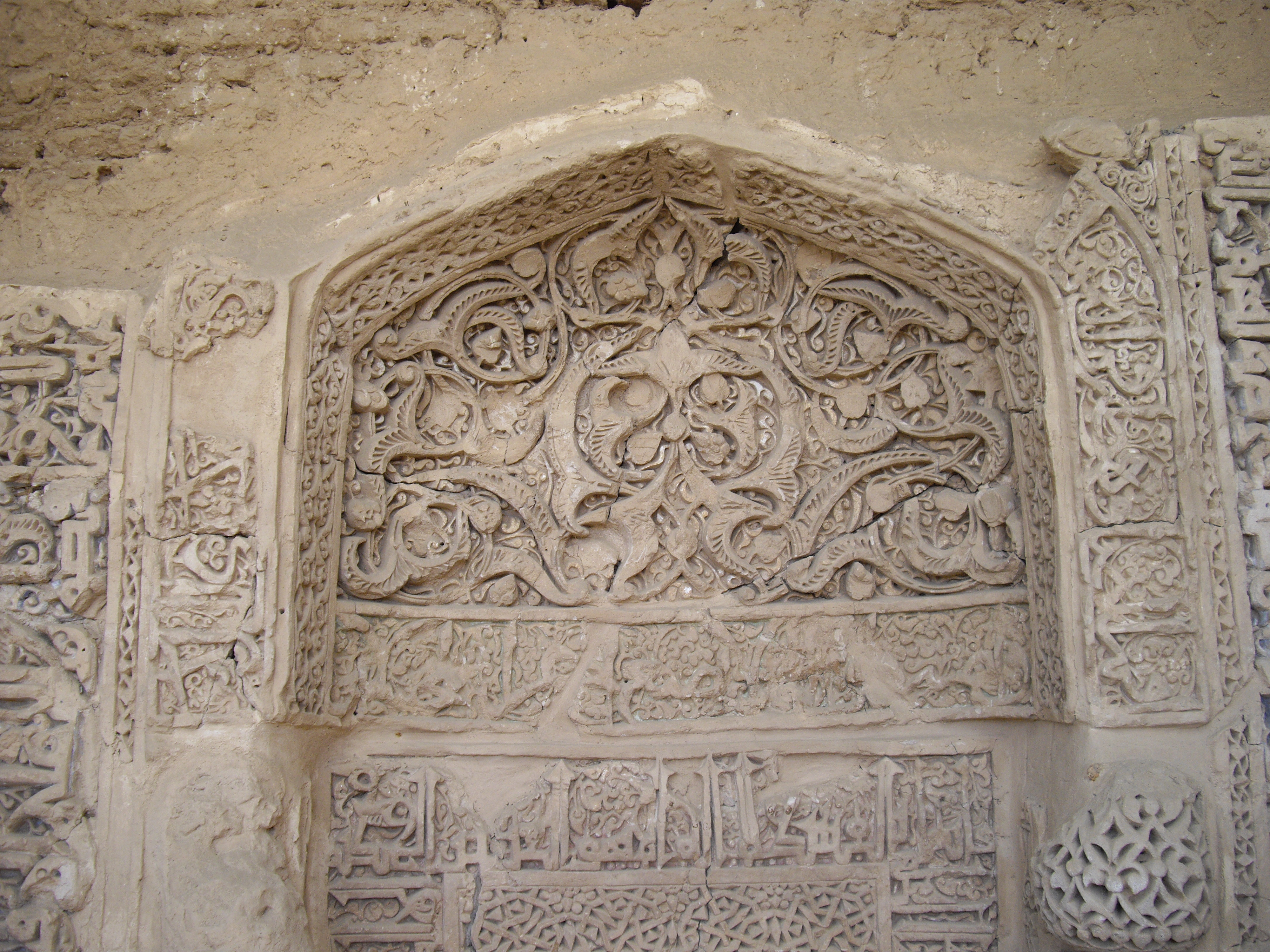
محراب‌های بام مسجد
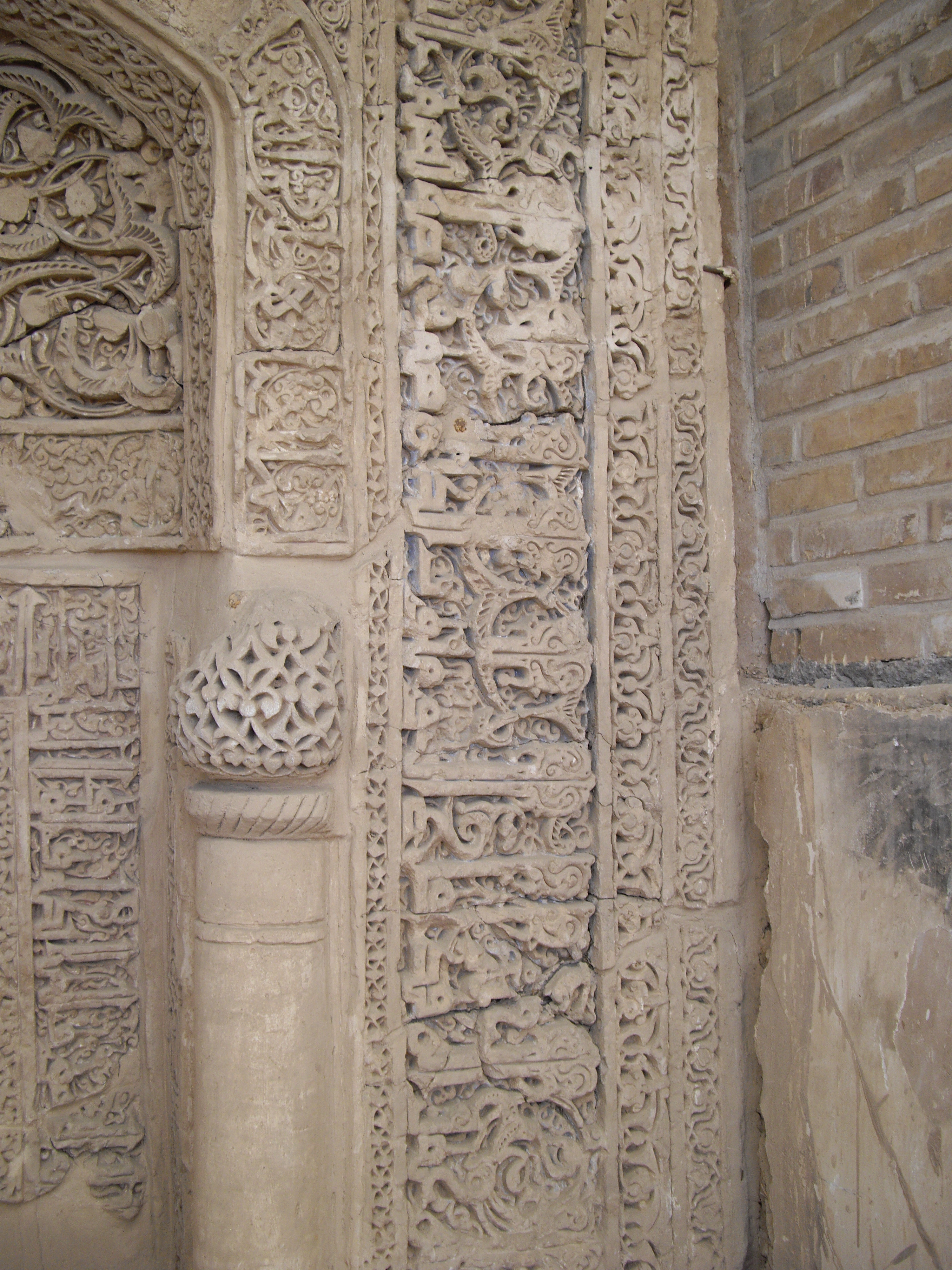
محراب‌های بام مسجد
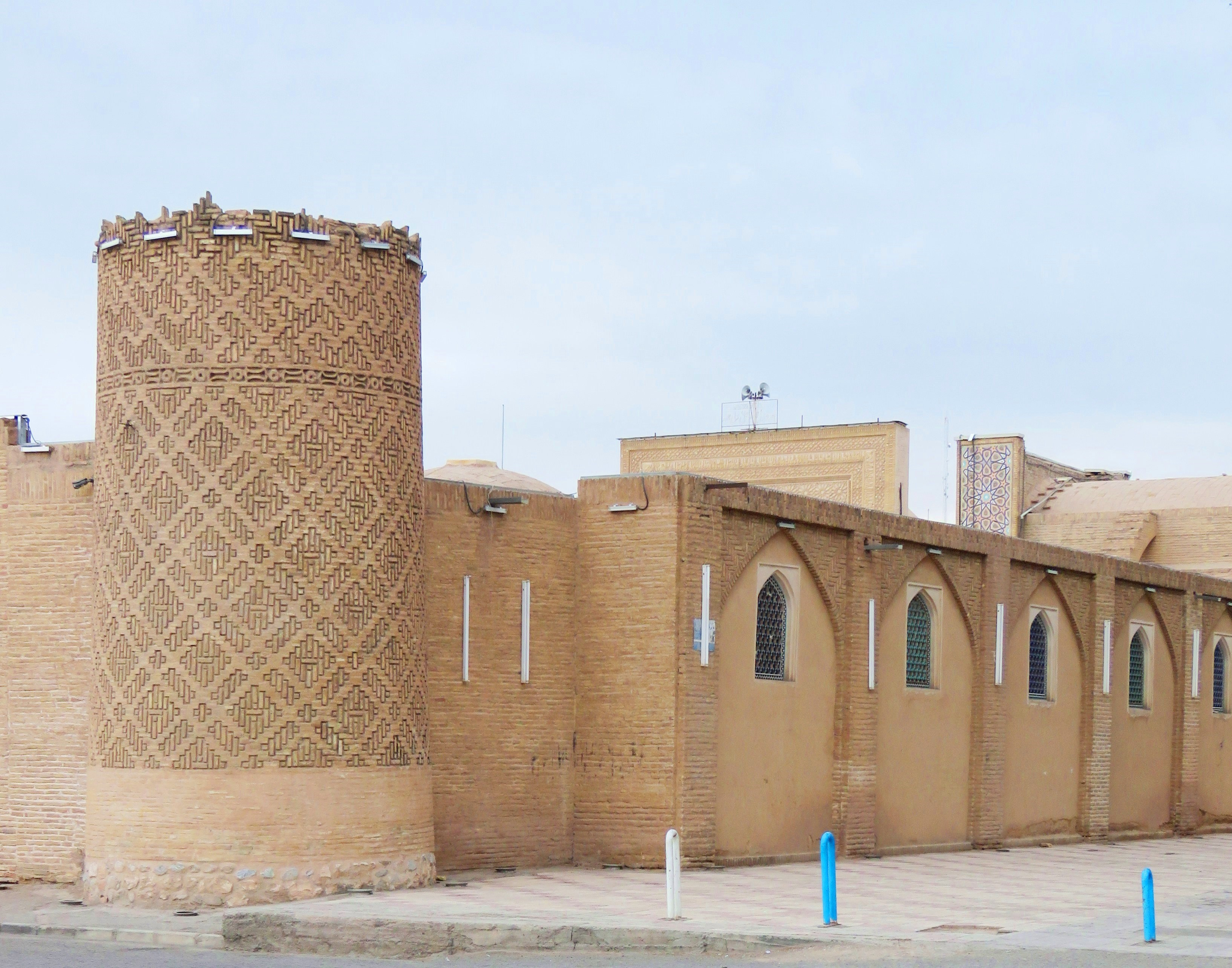
برج سلجوقی
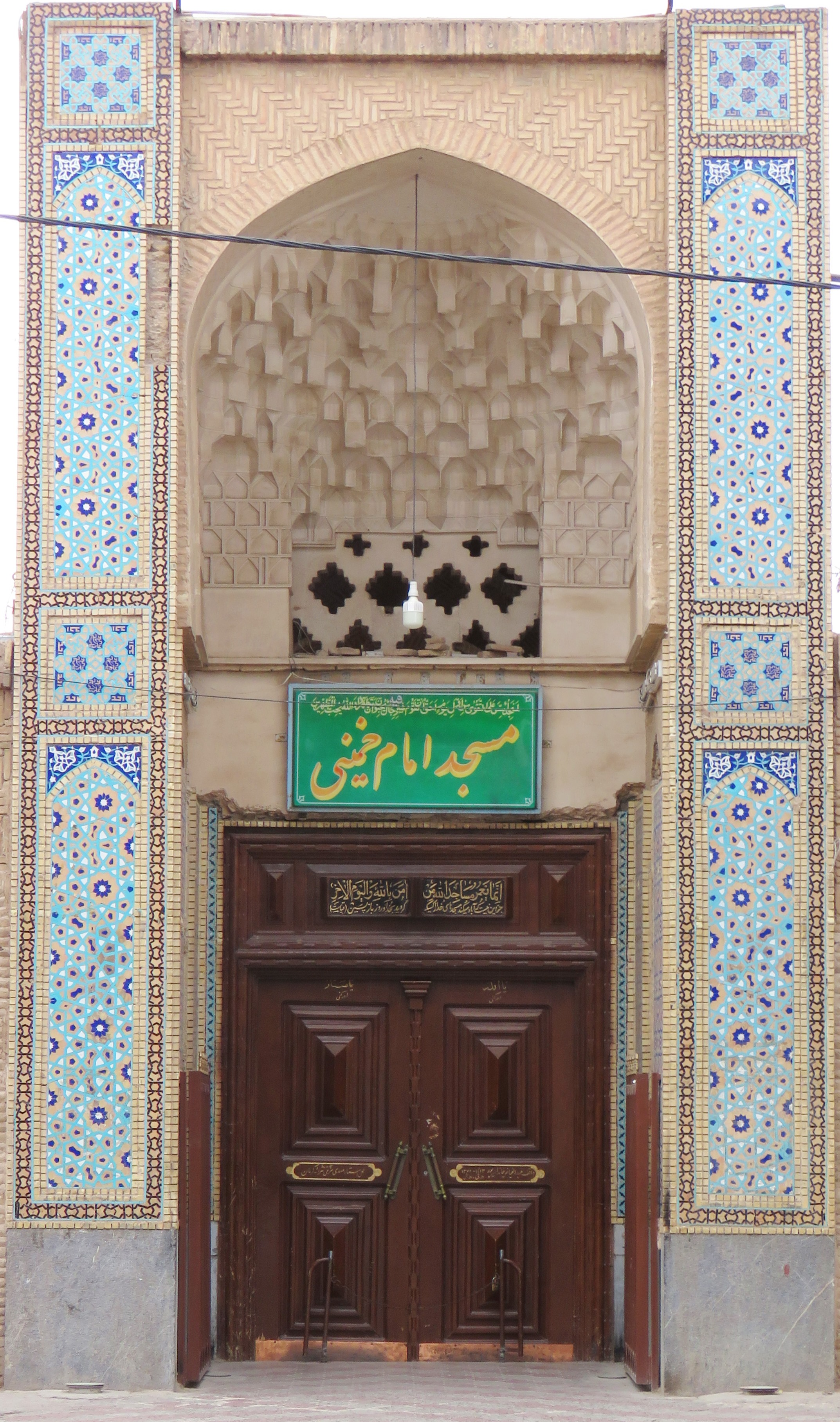
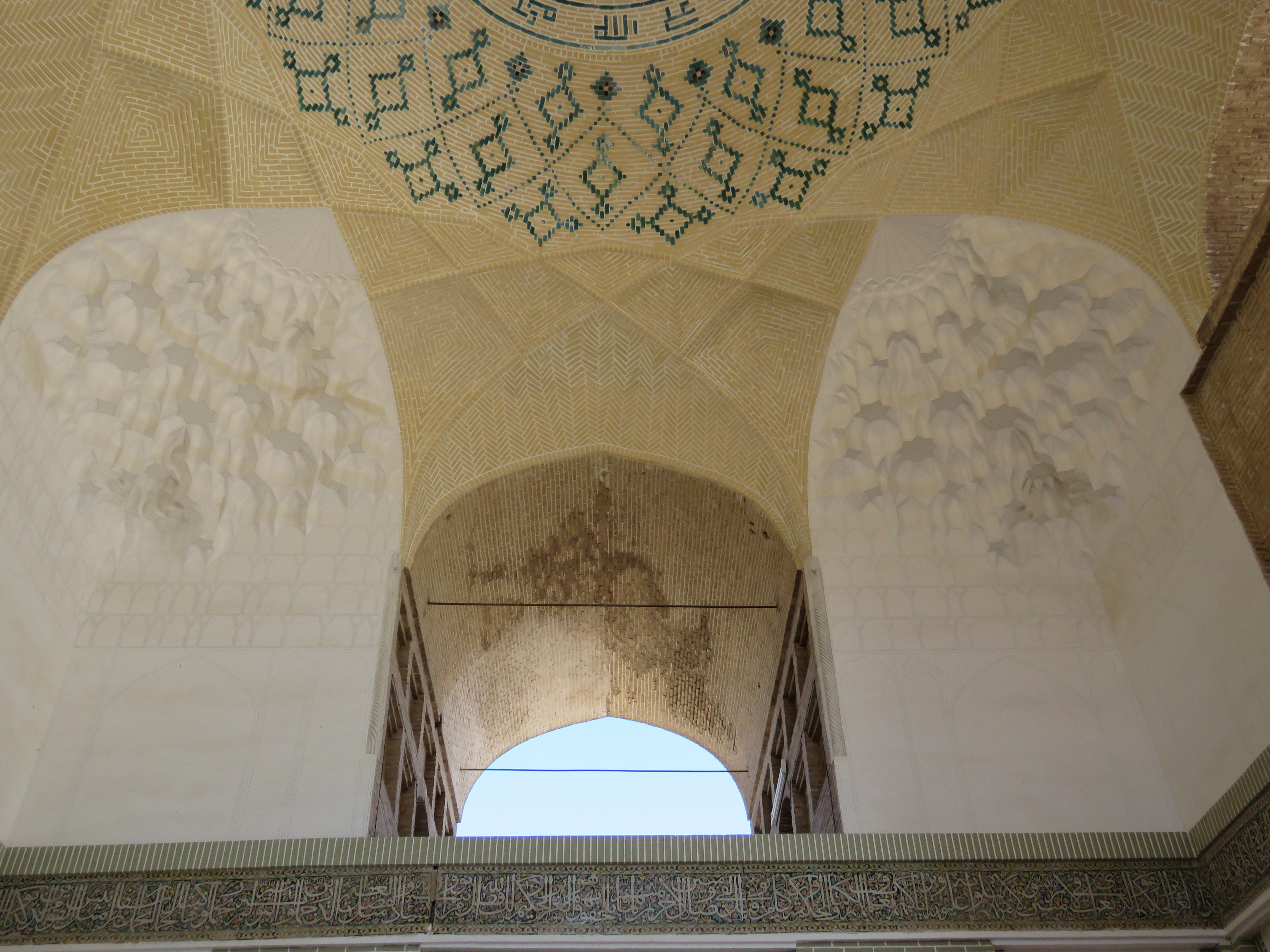
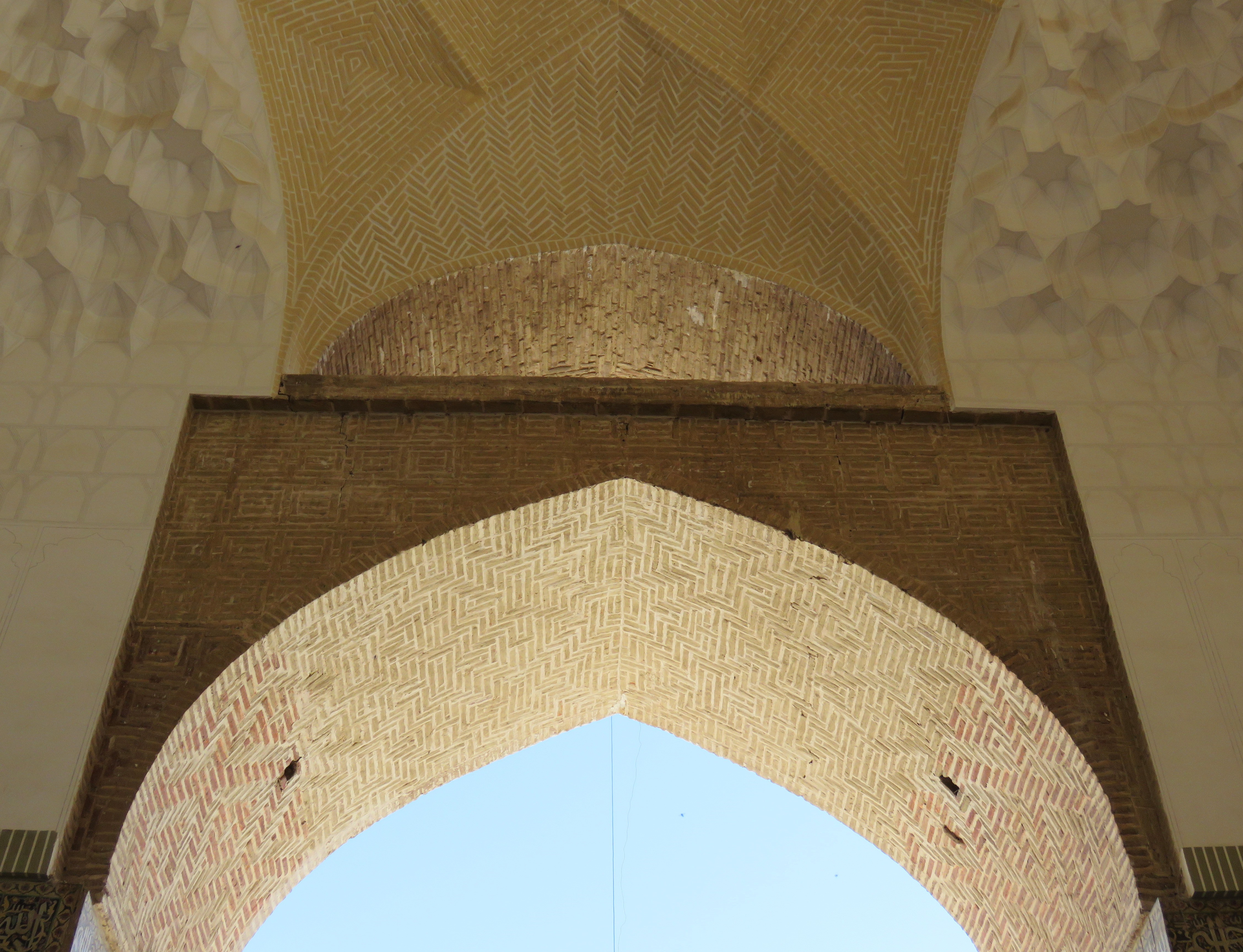
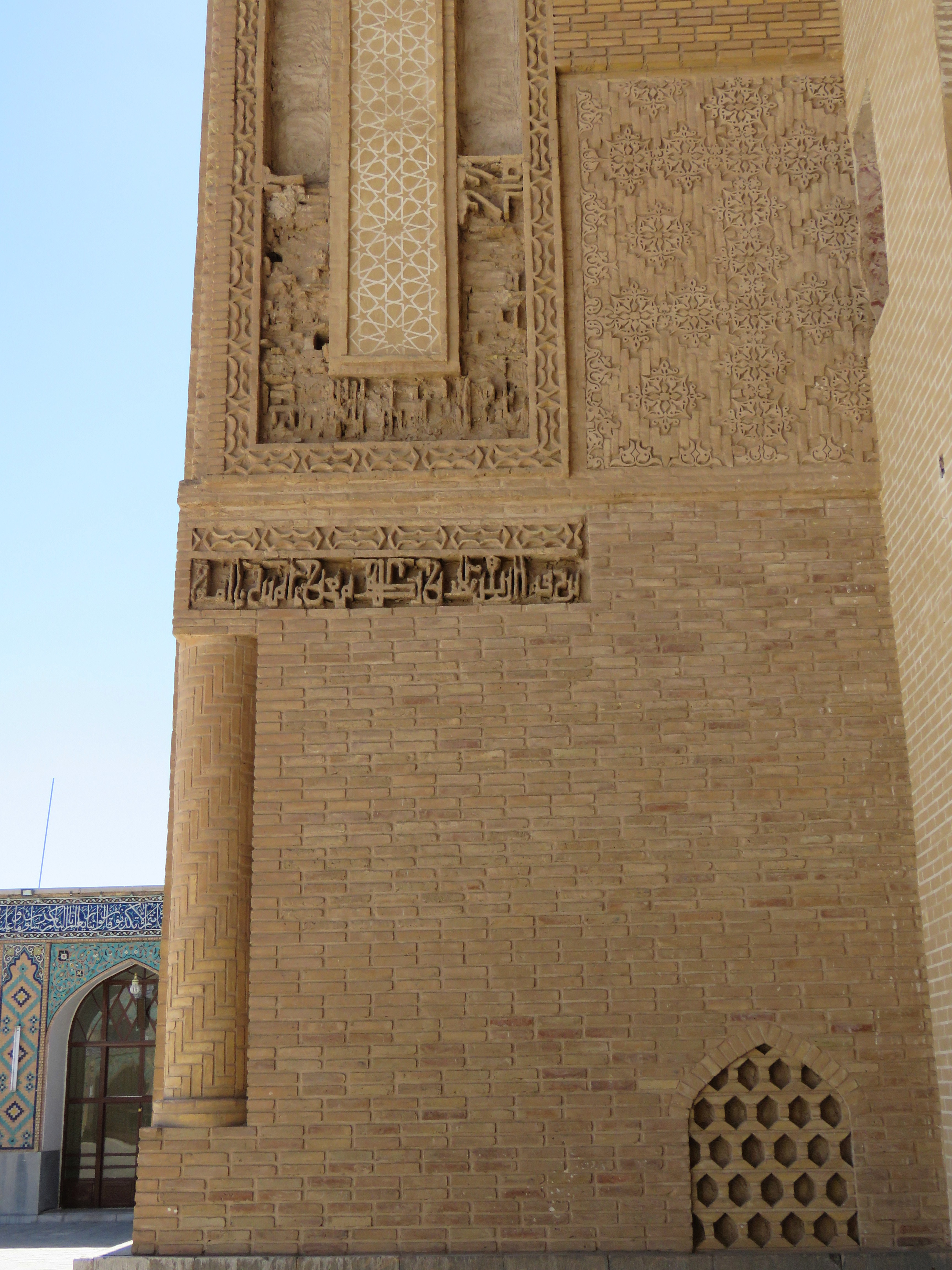
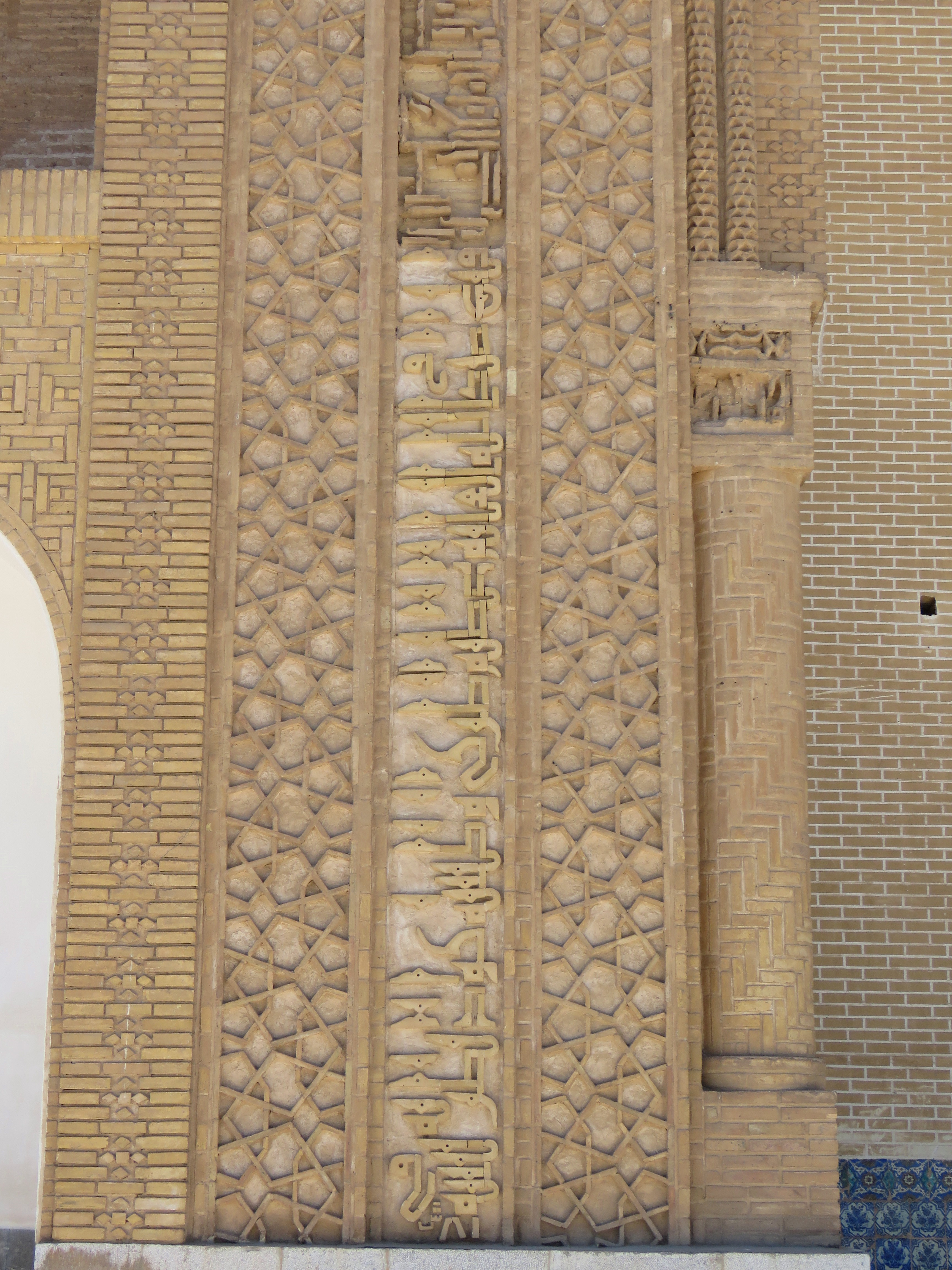
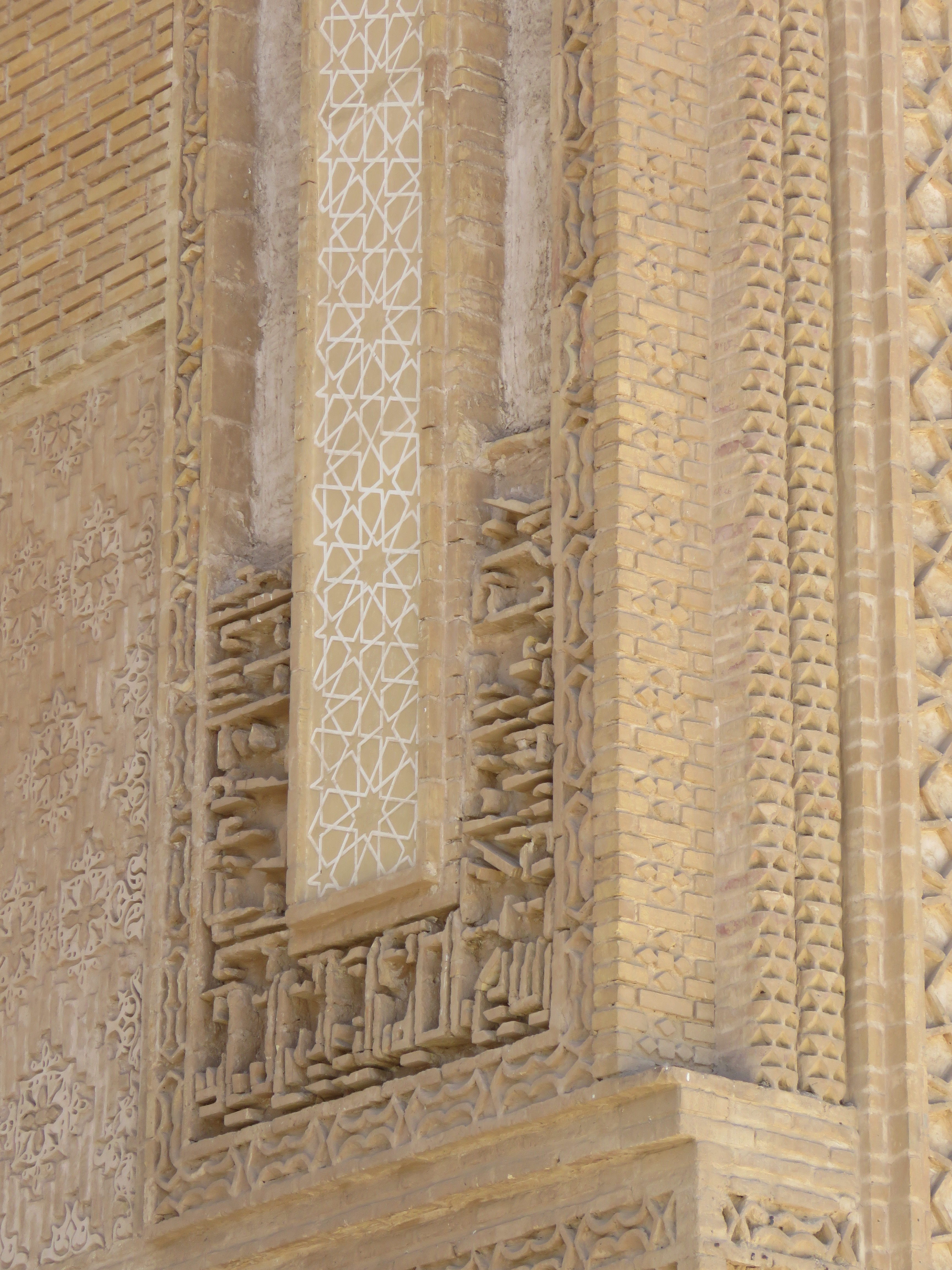
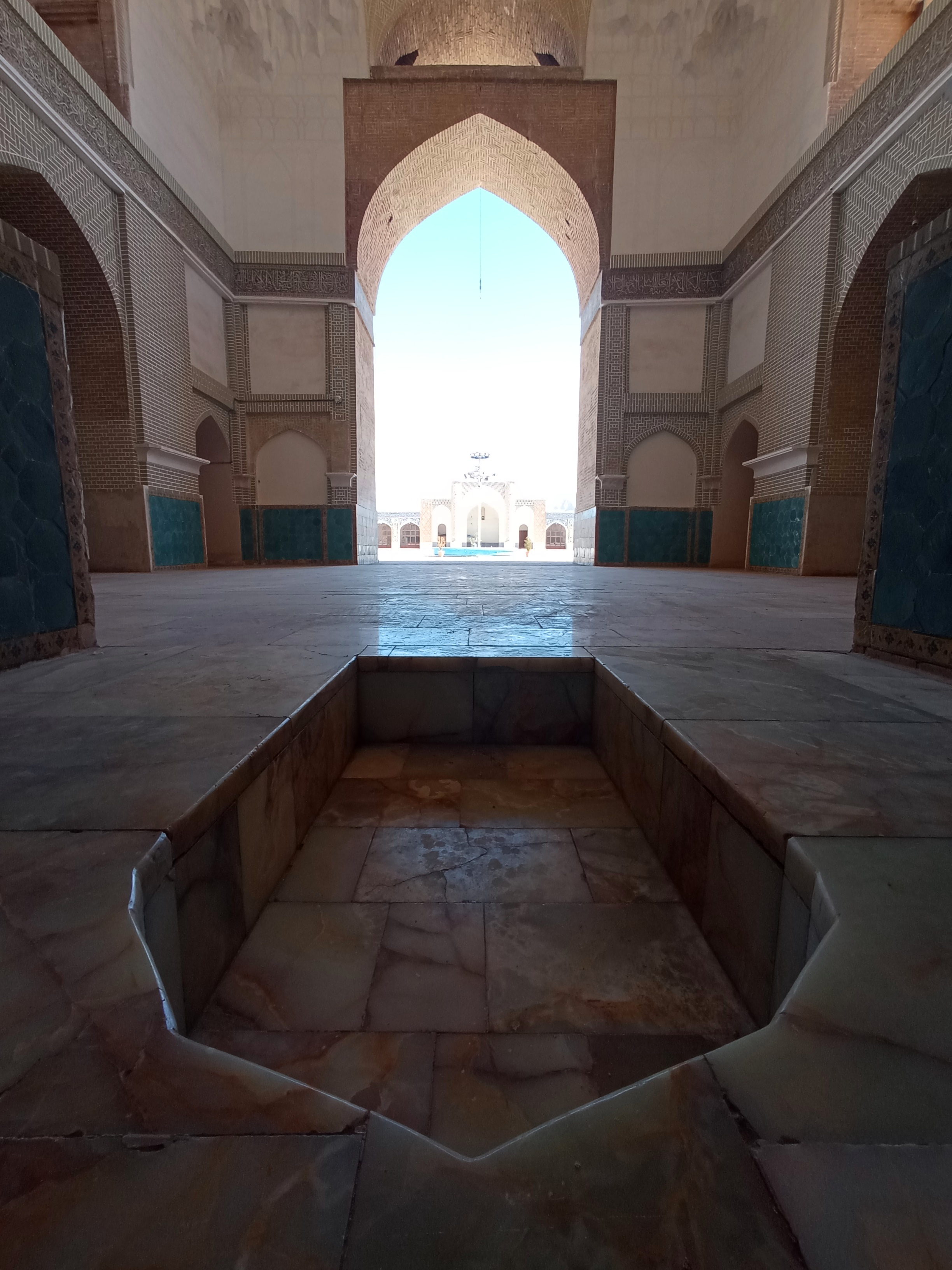
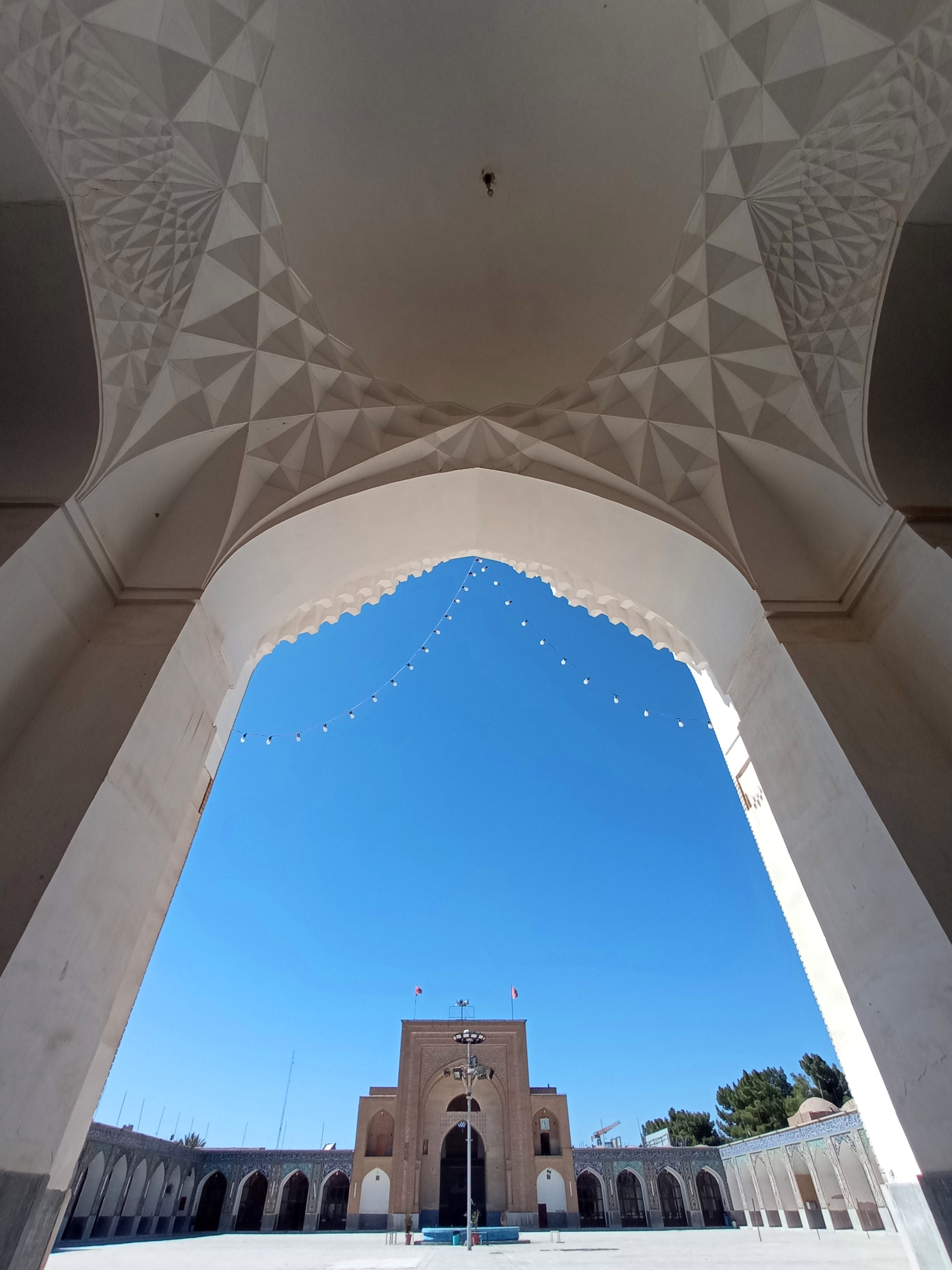
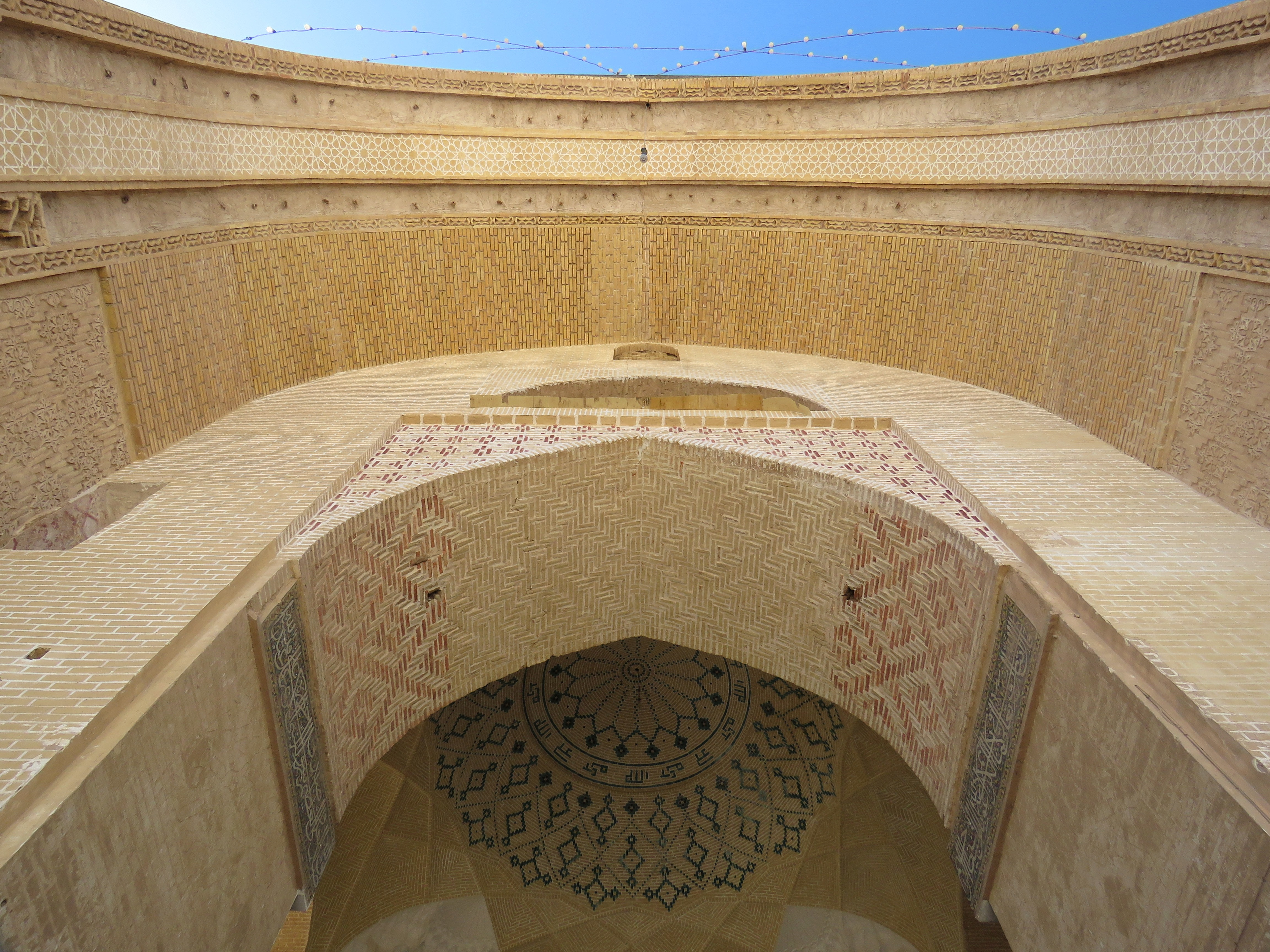
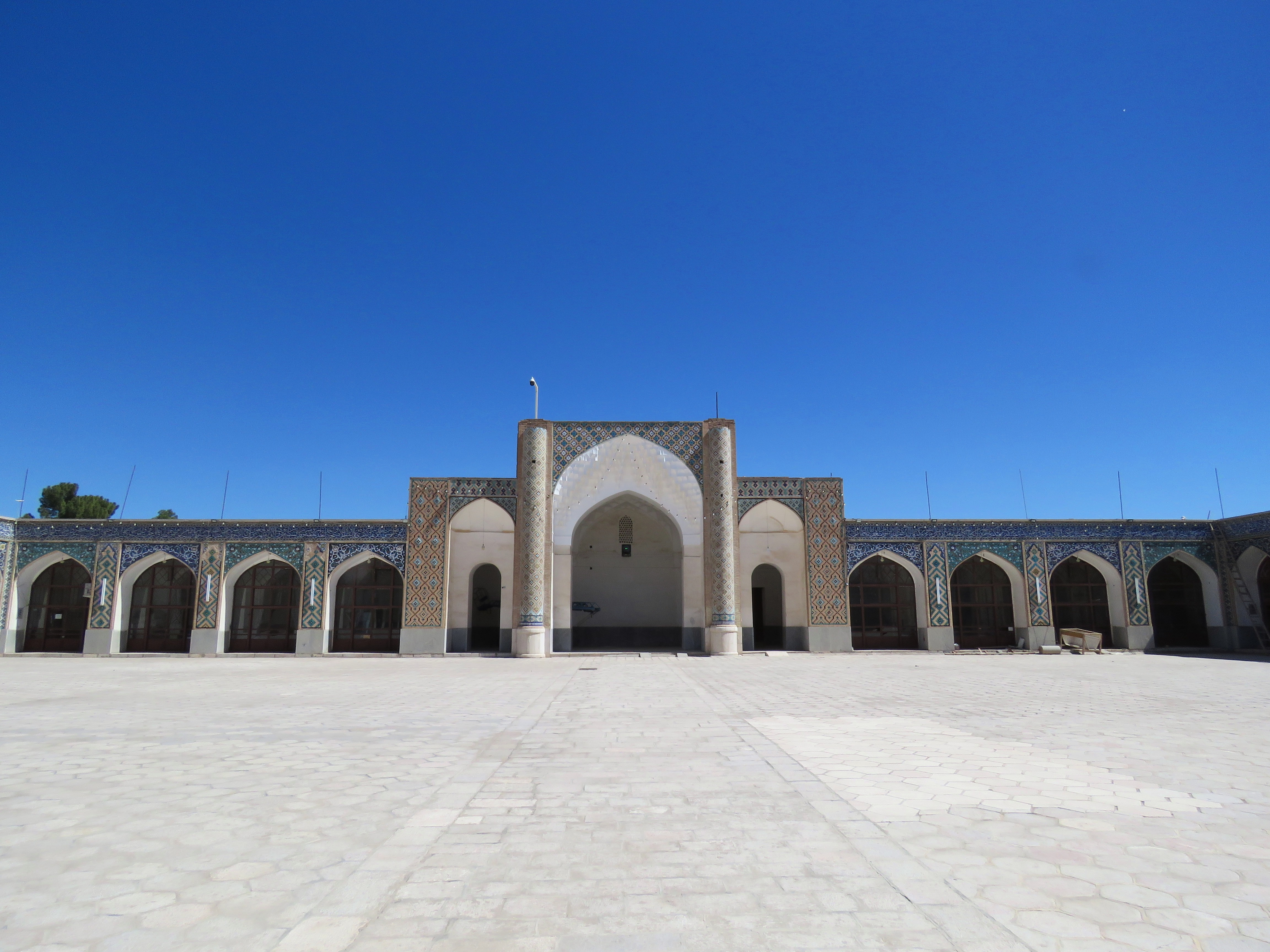
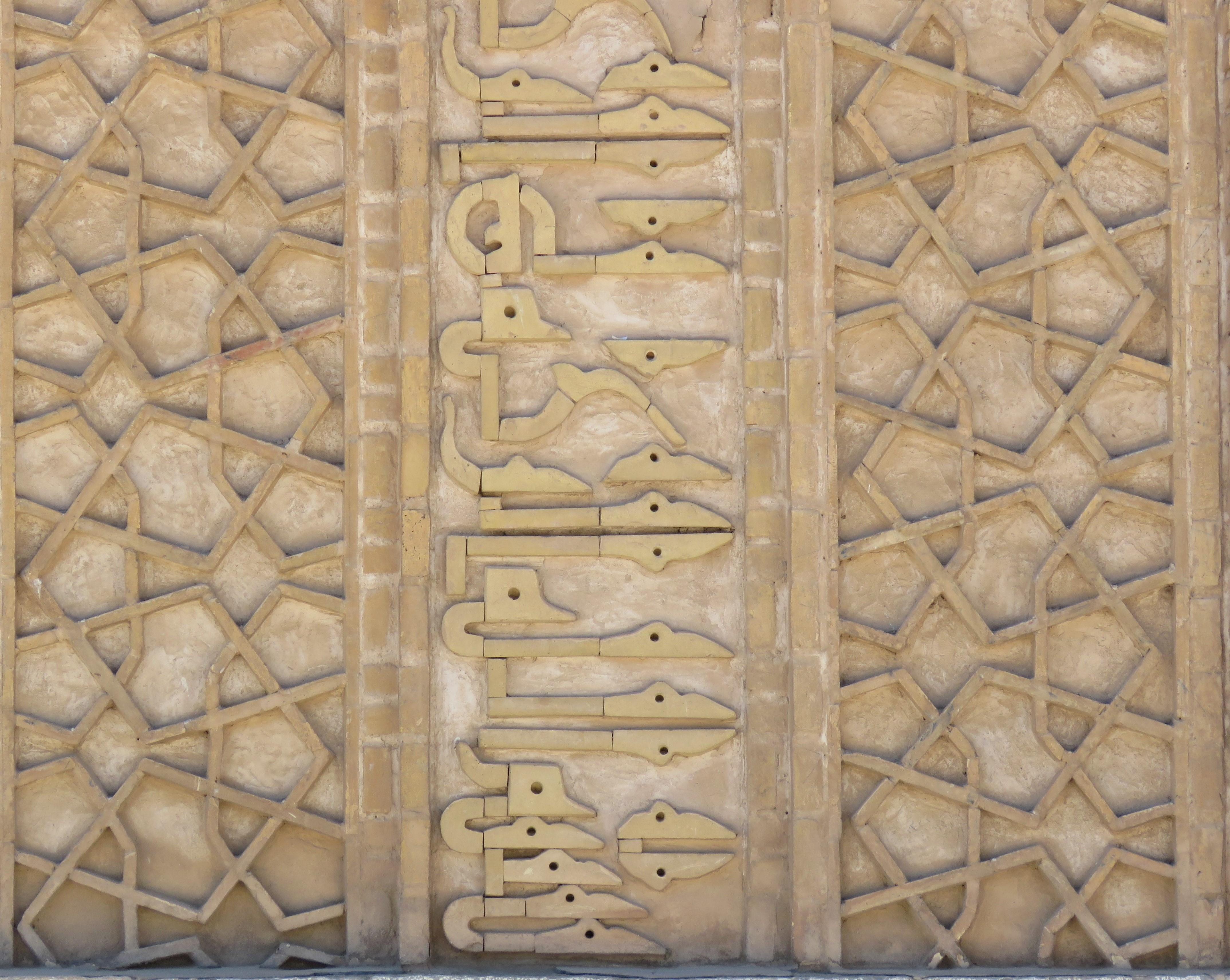
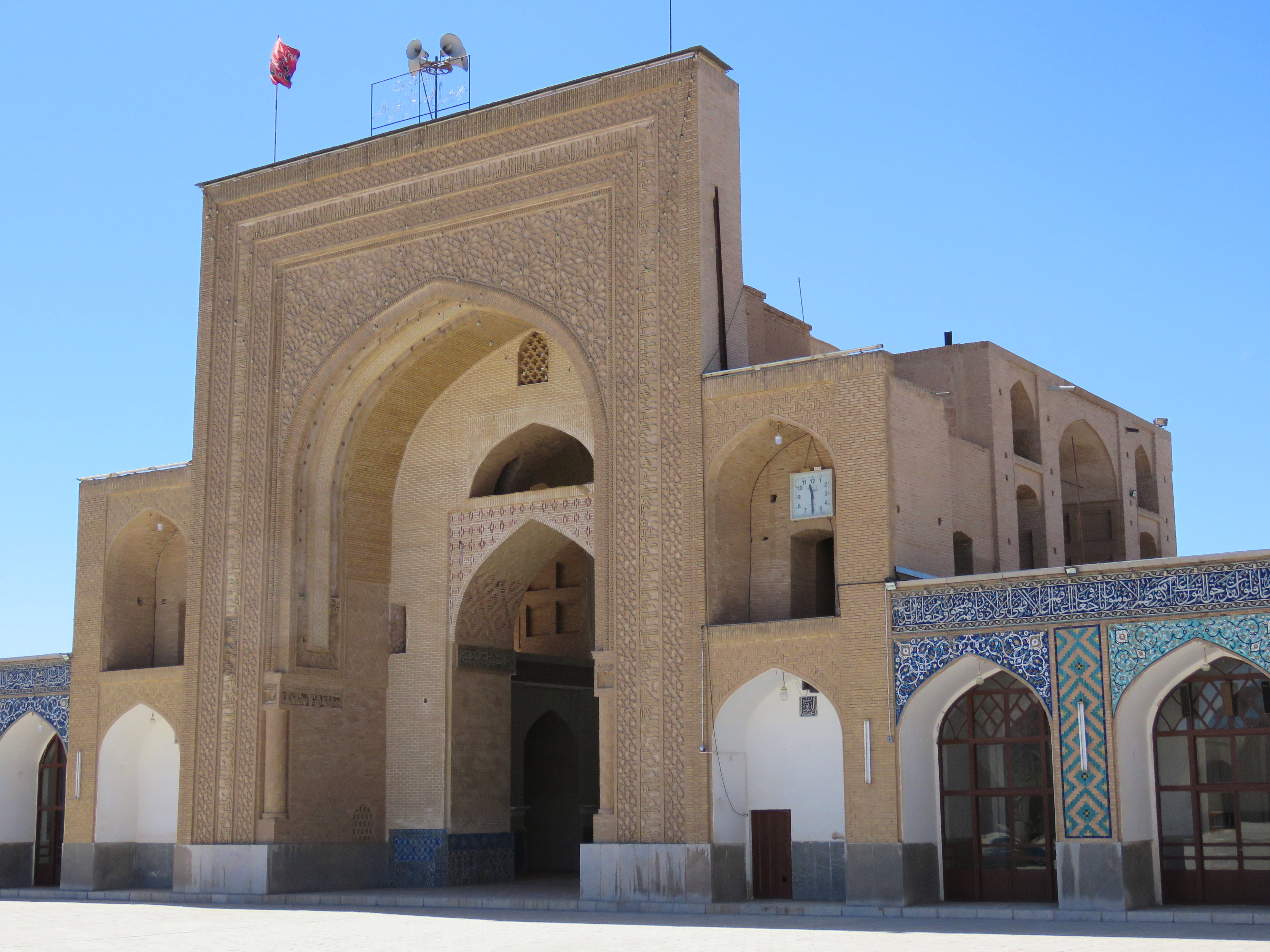
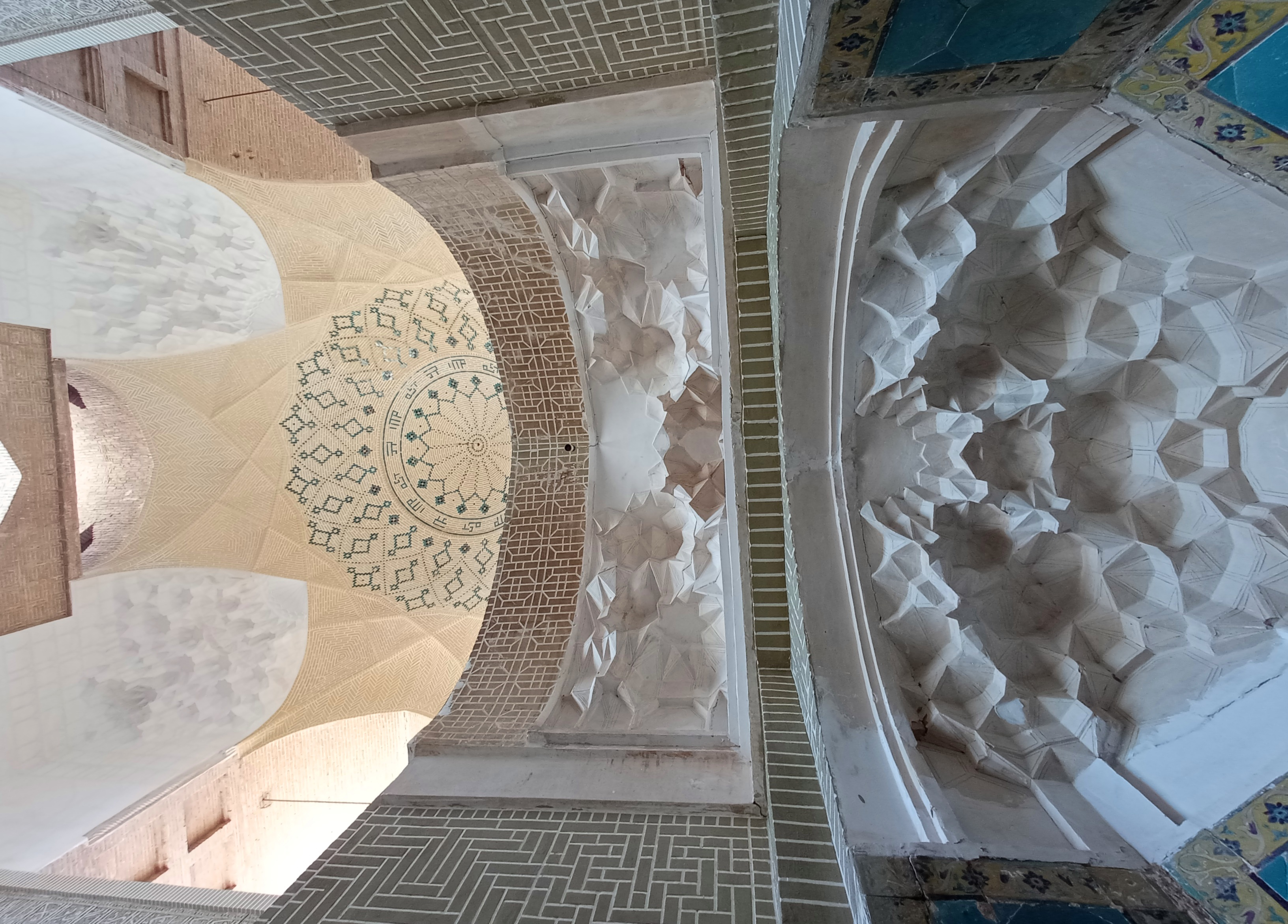
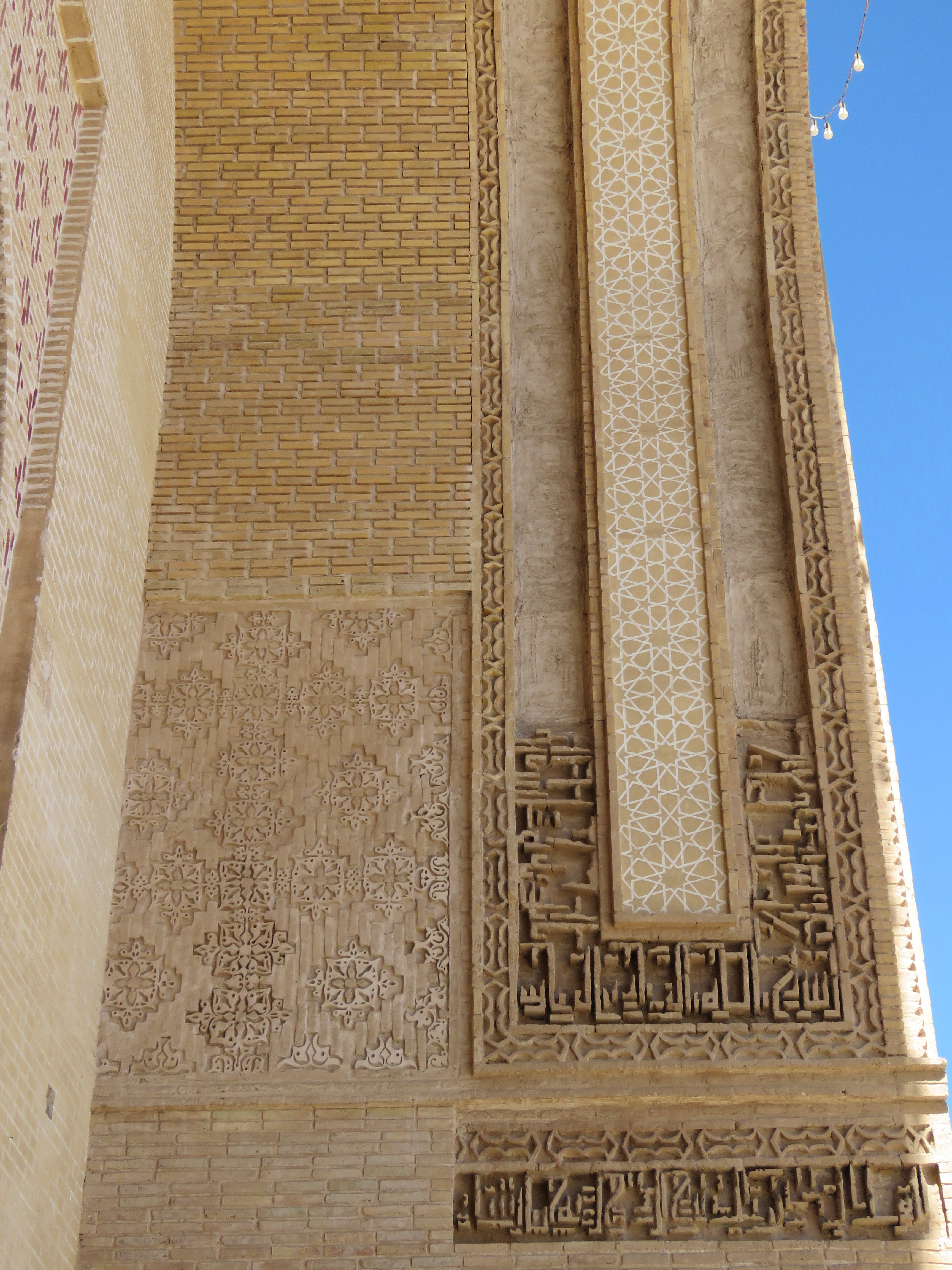
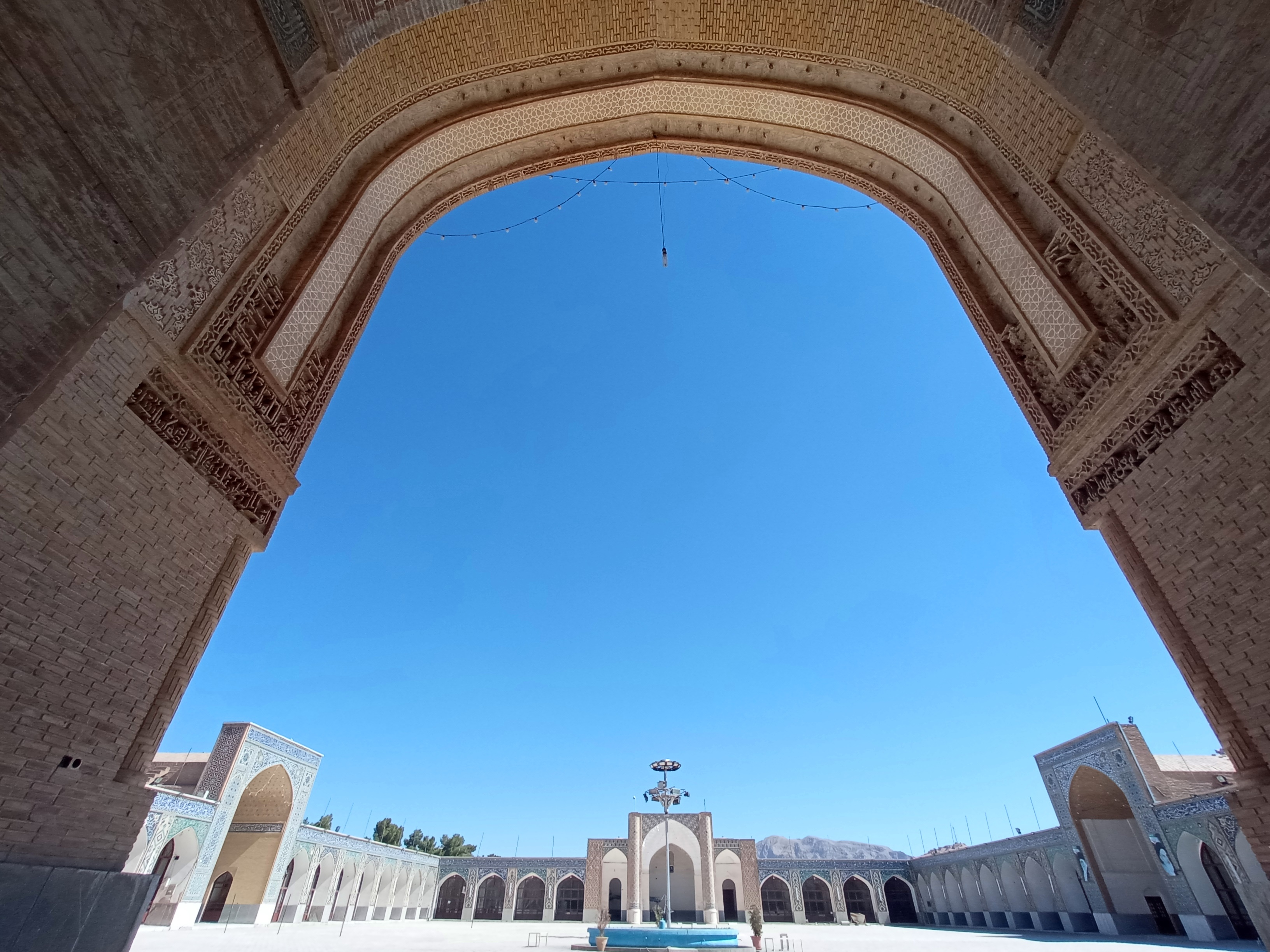
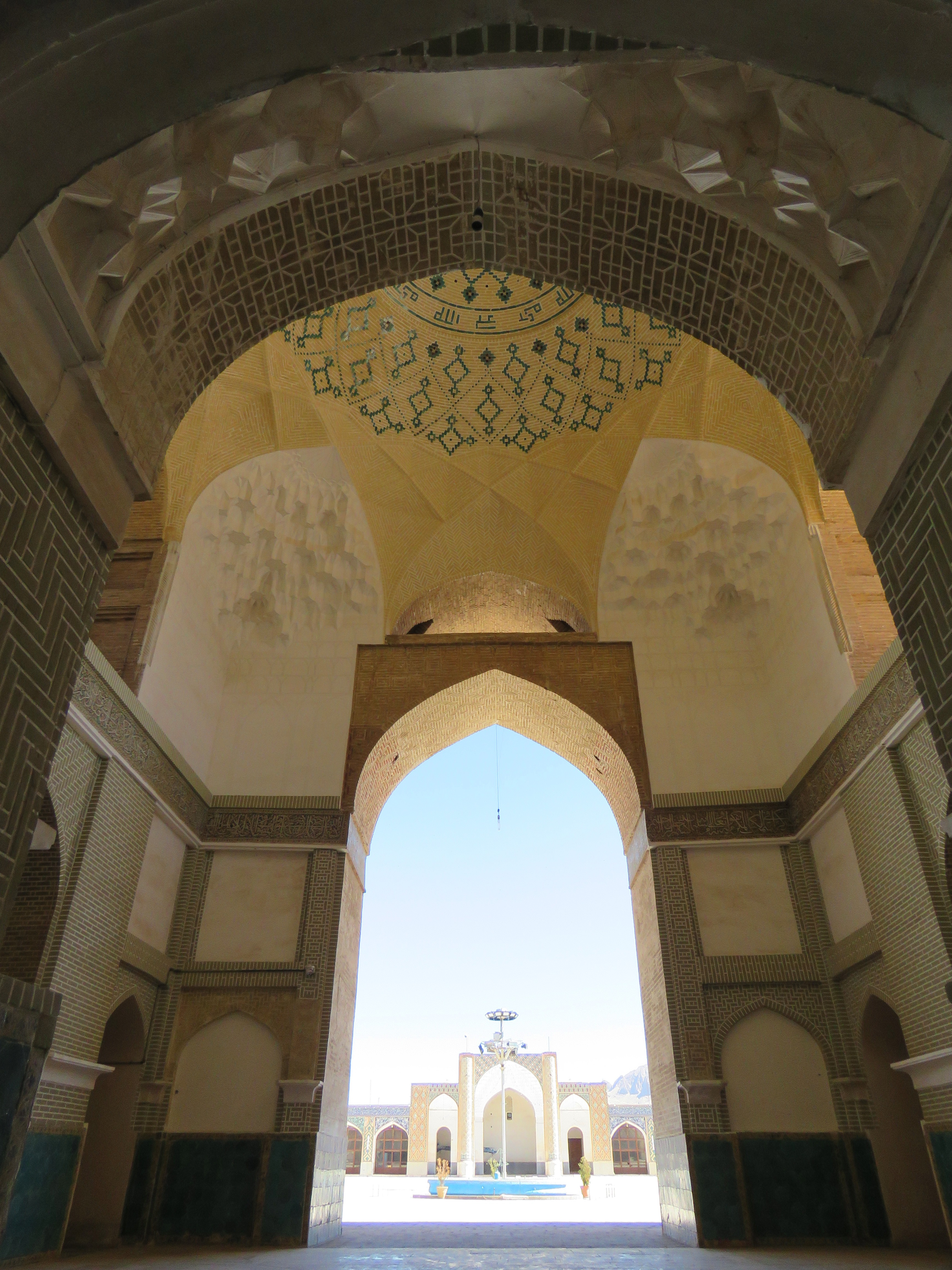
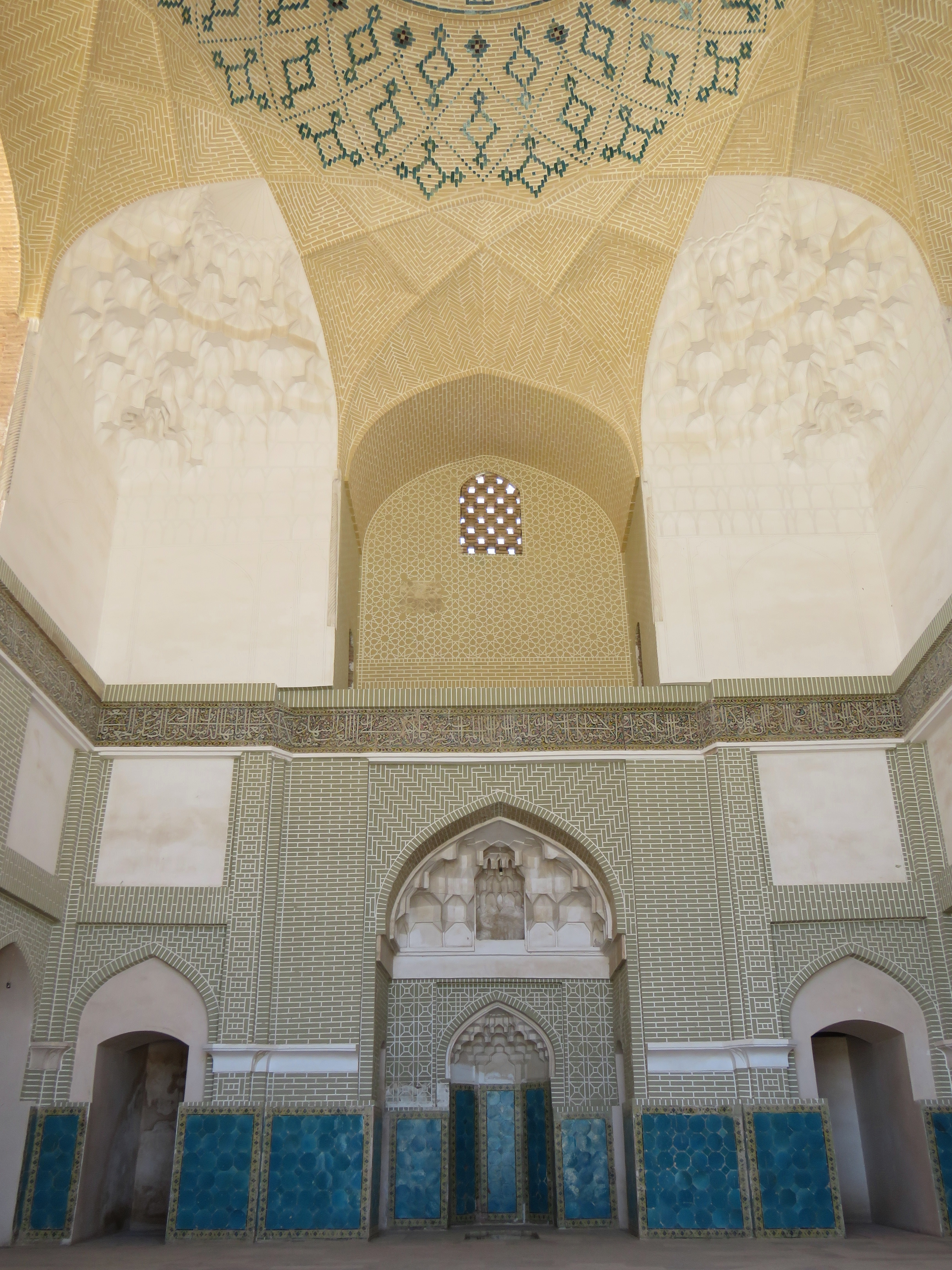
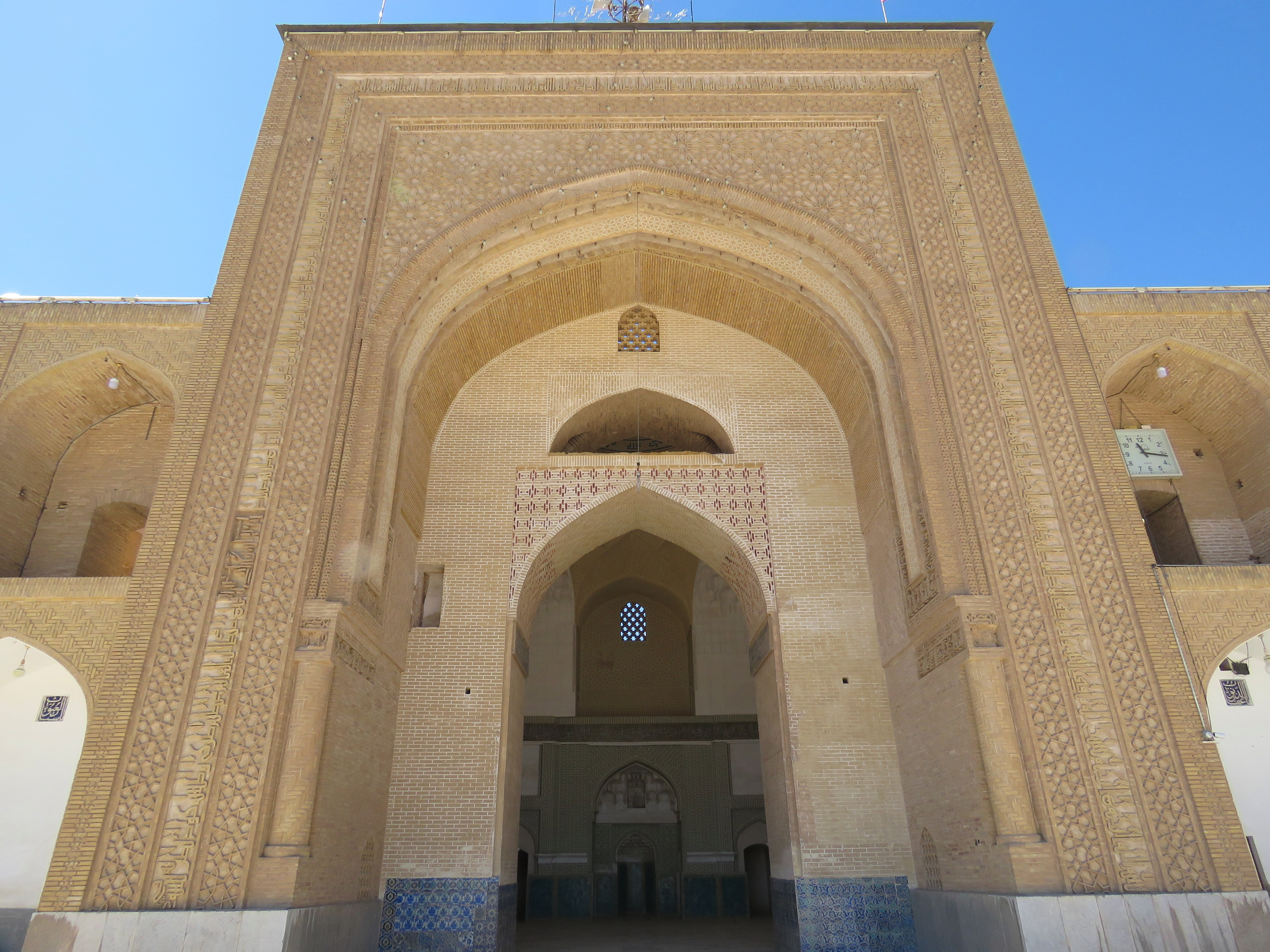
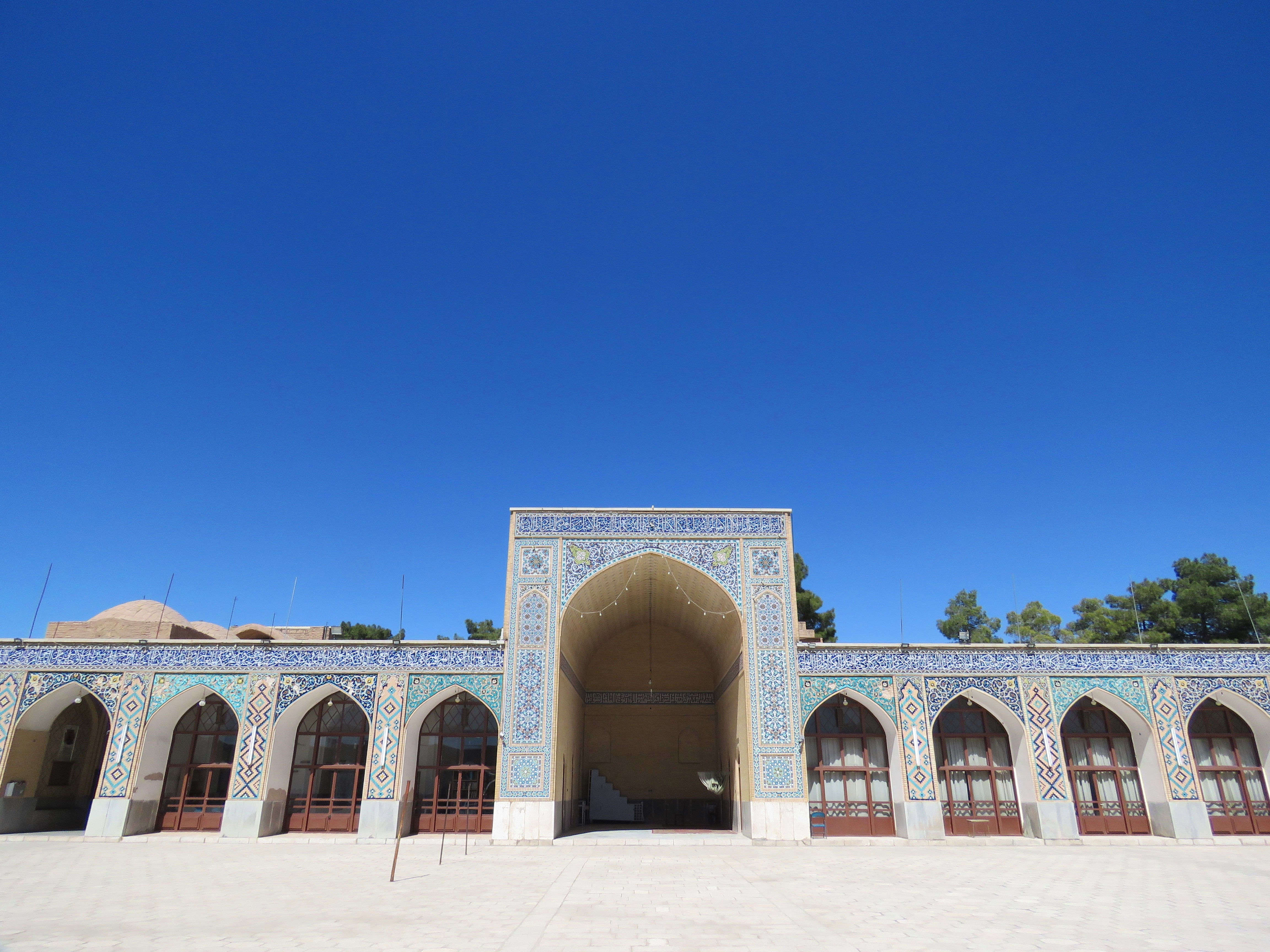
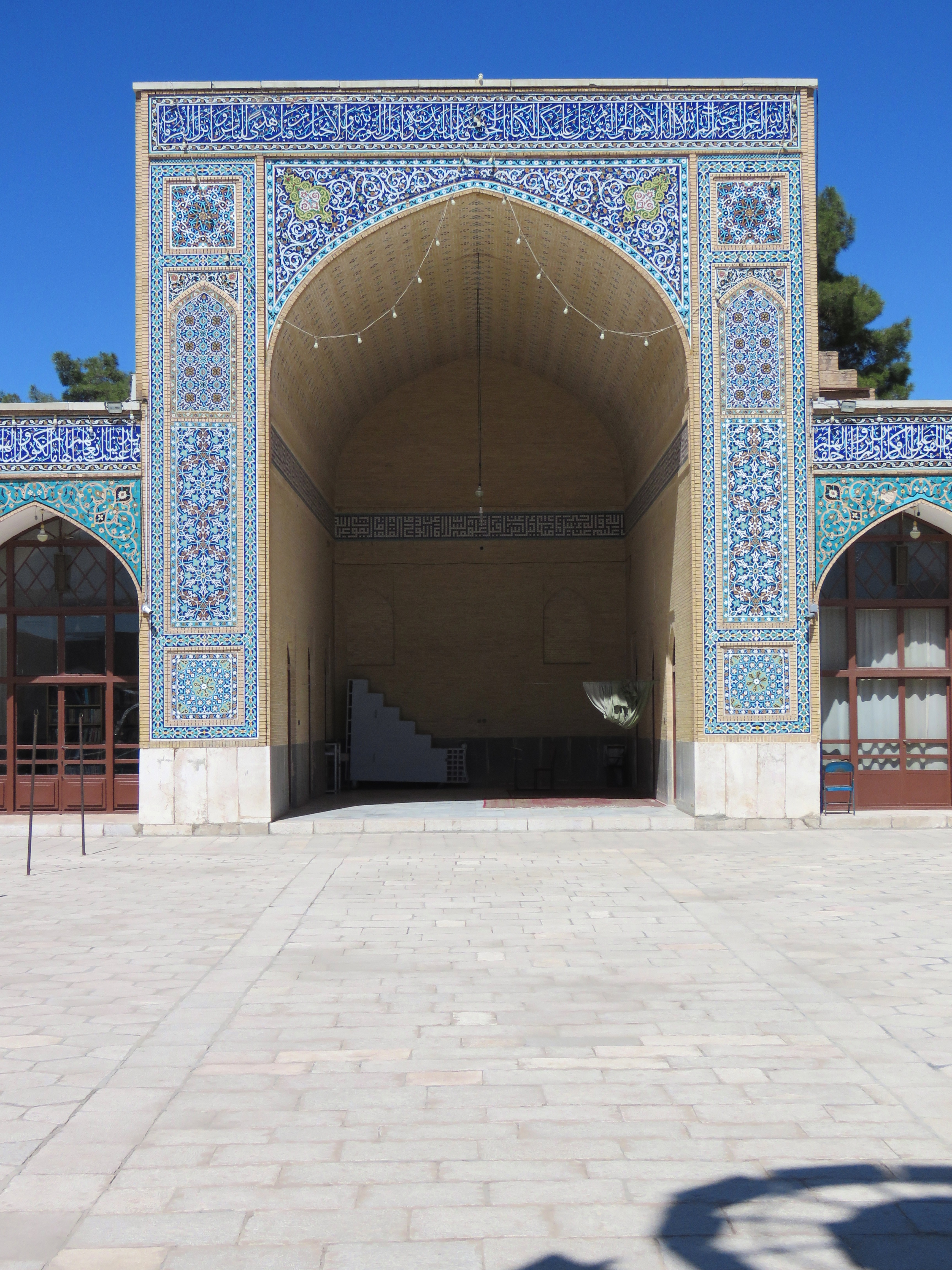
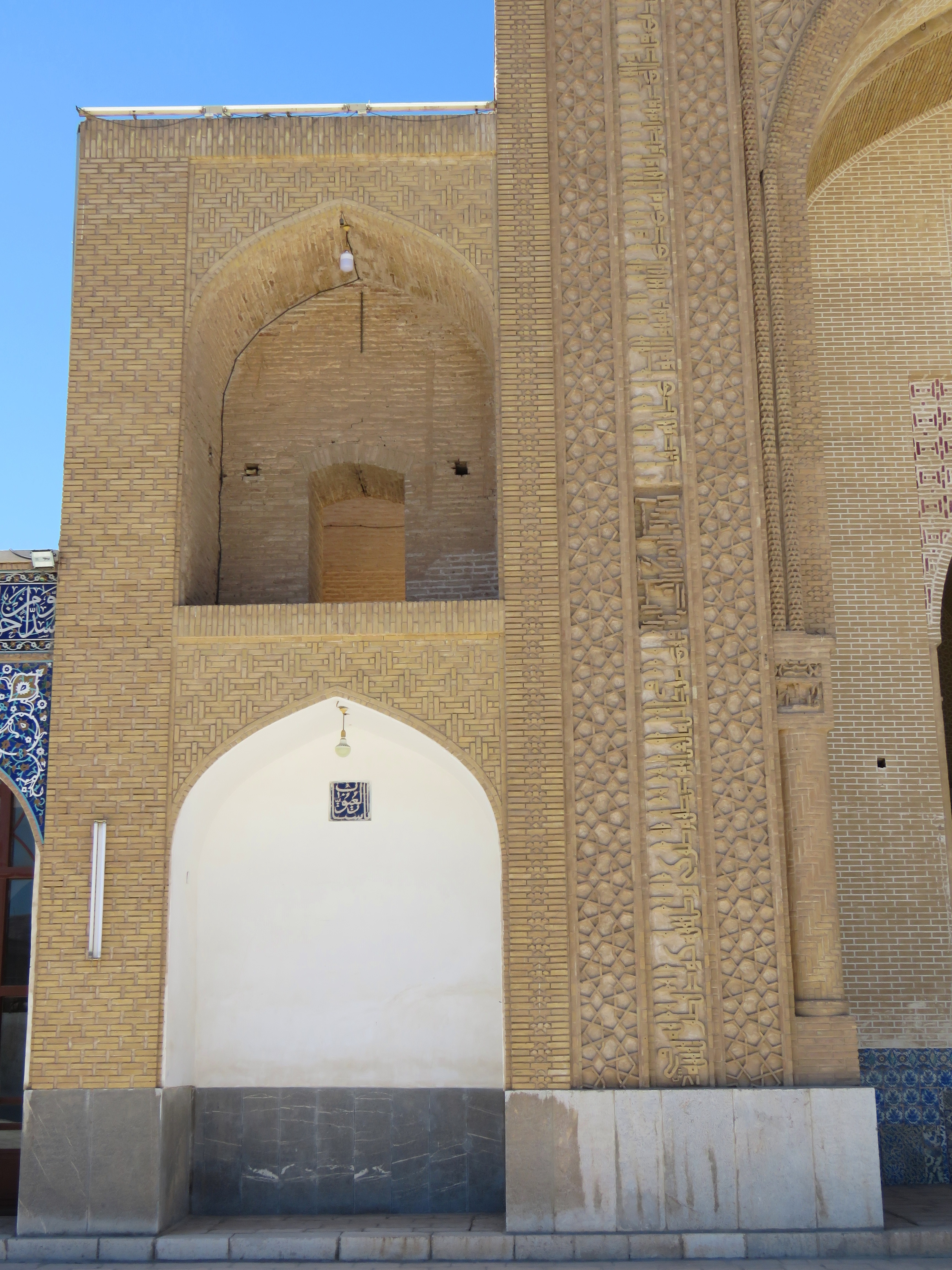
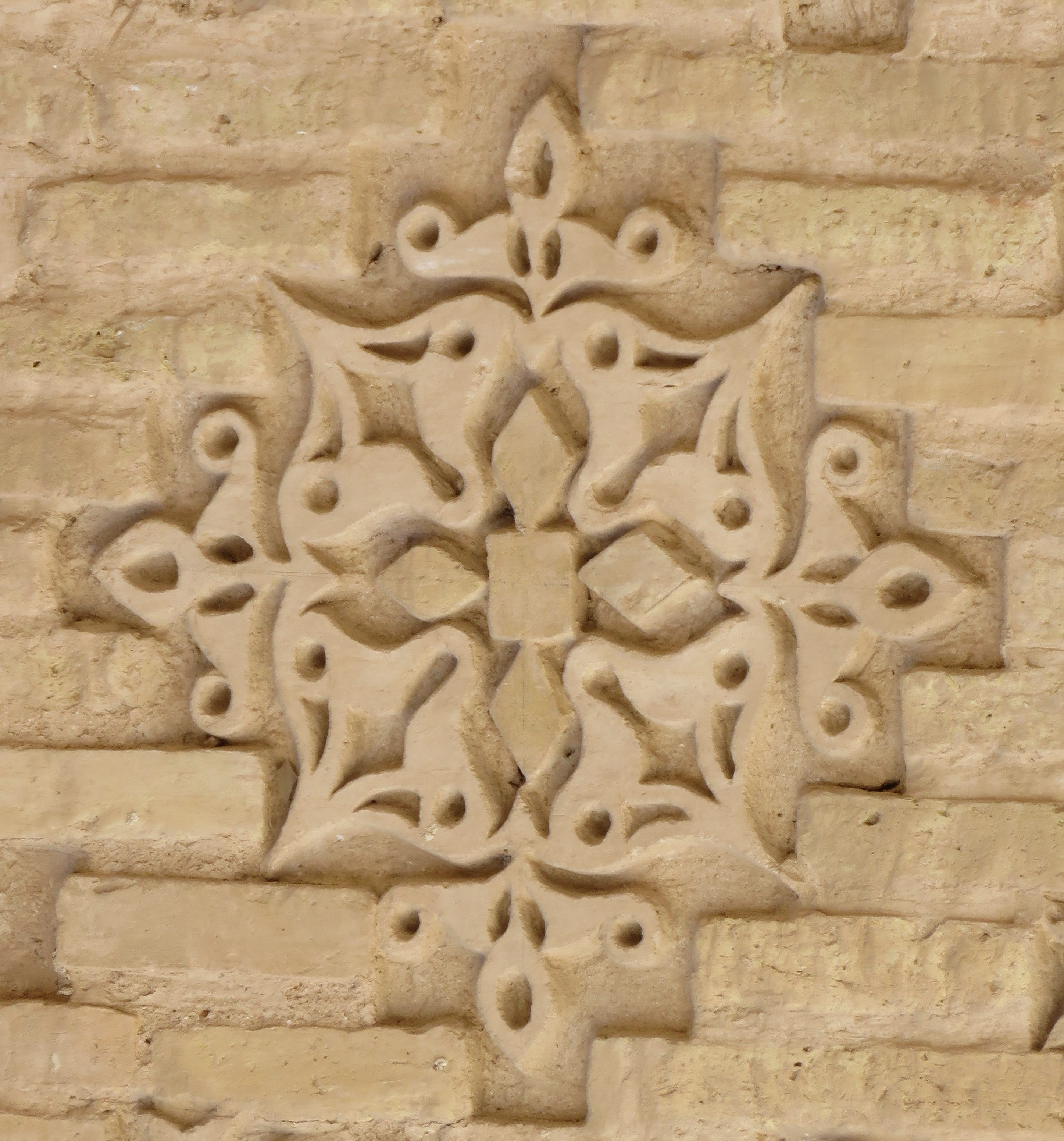
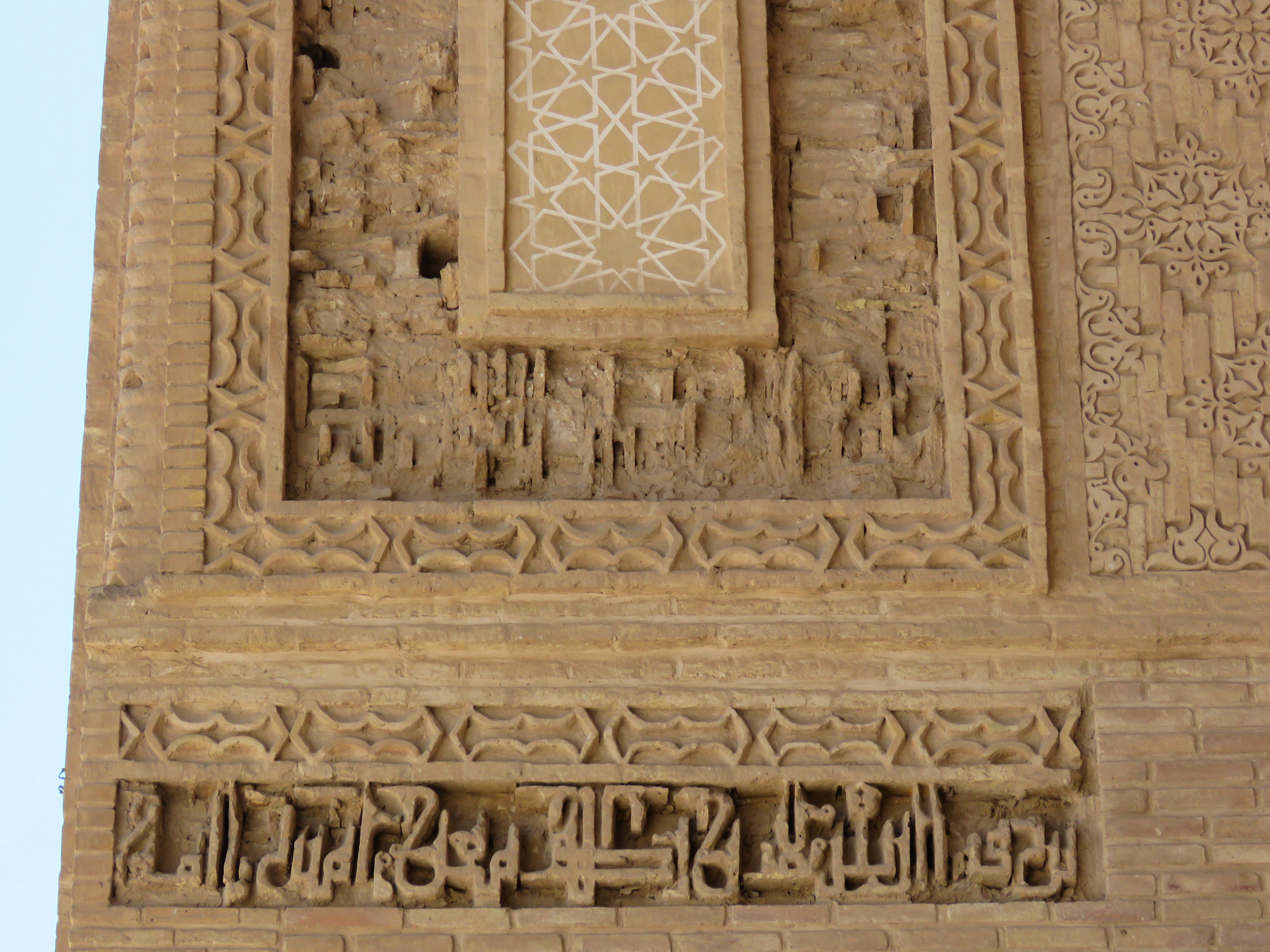
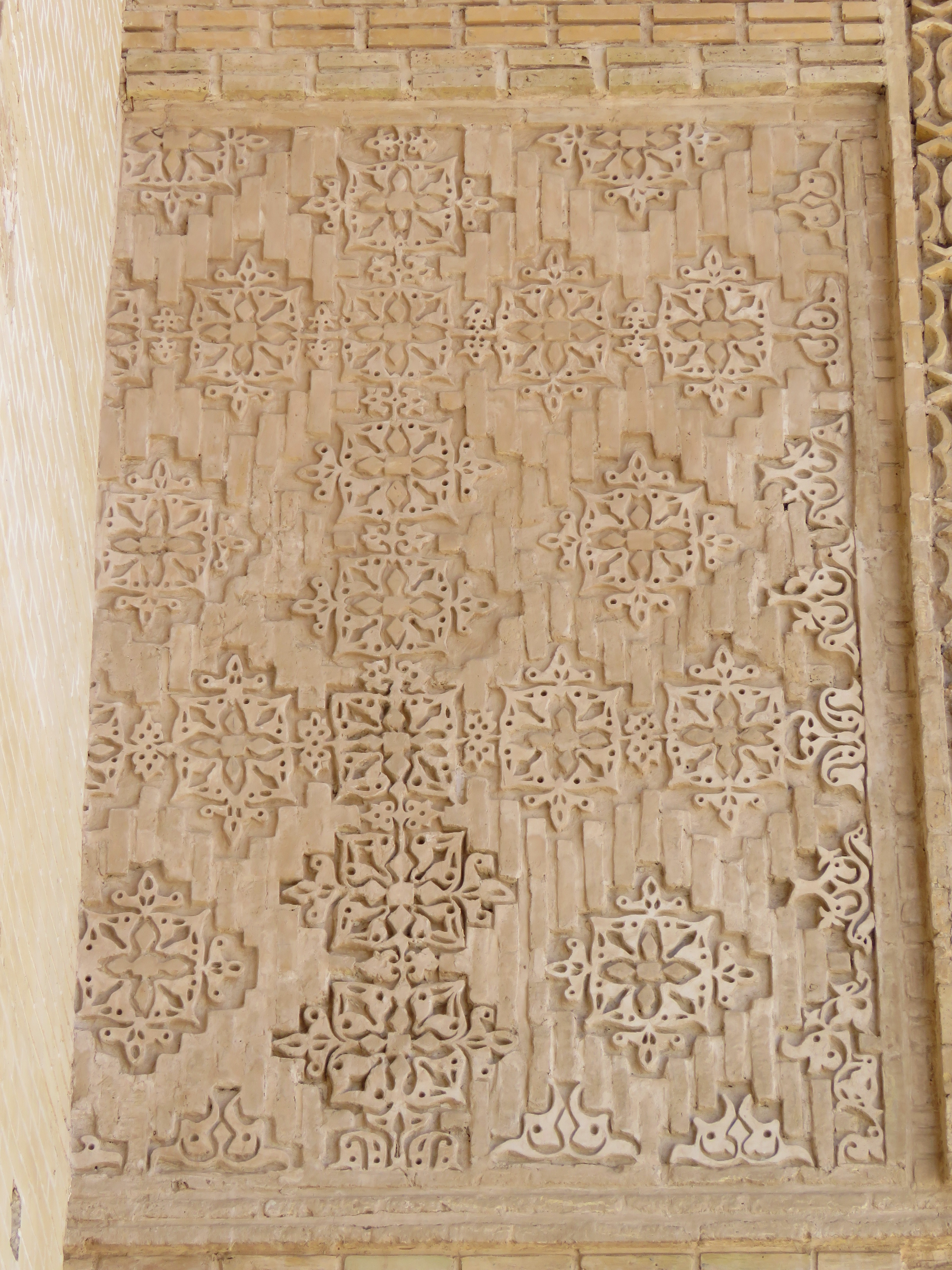
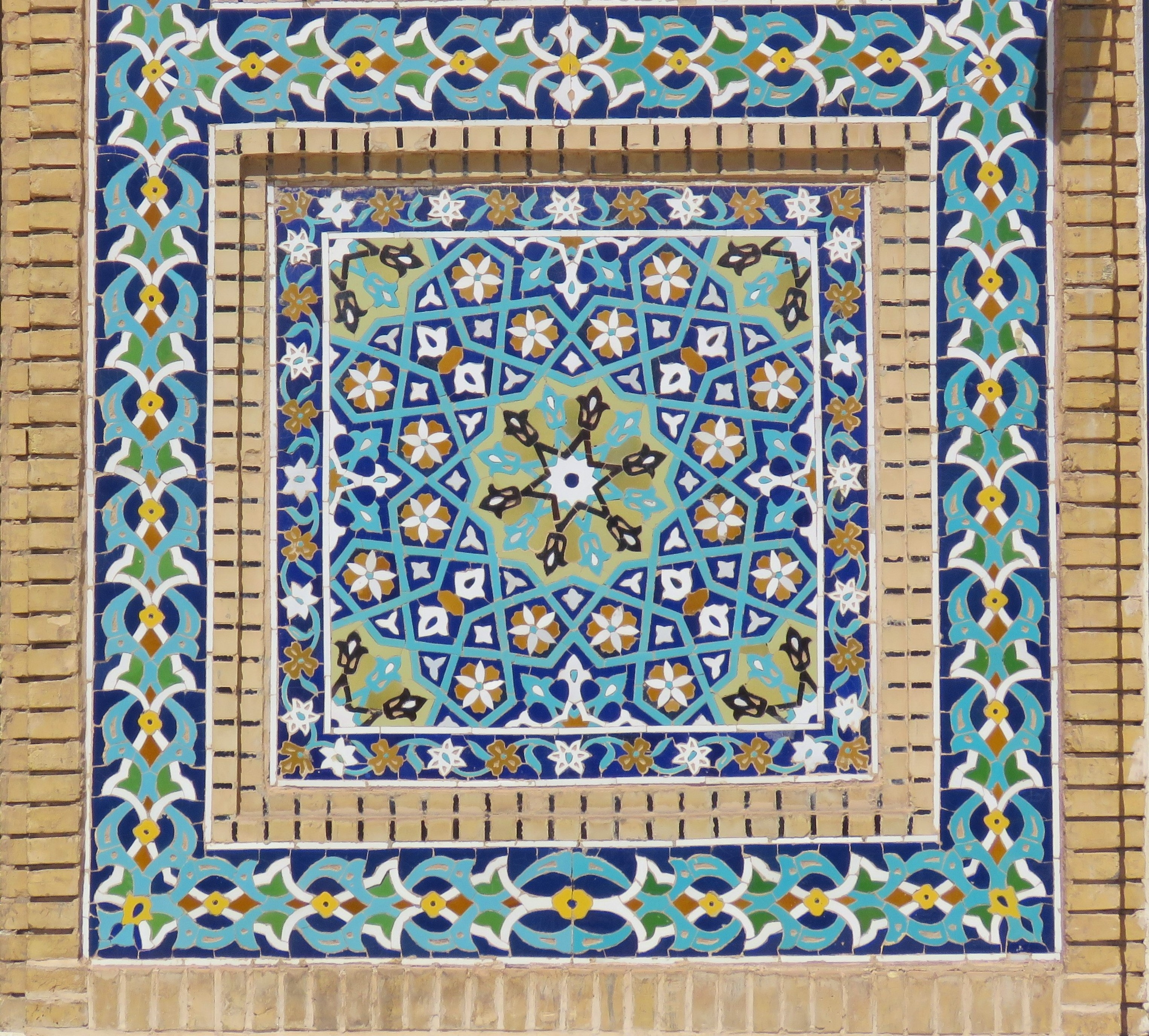
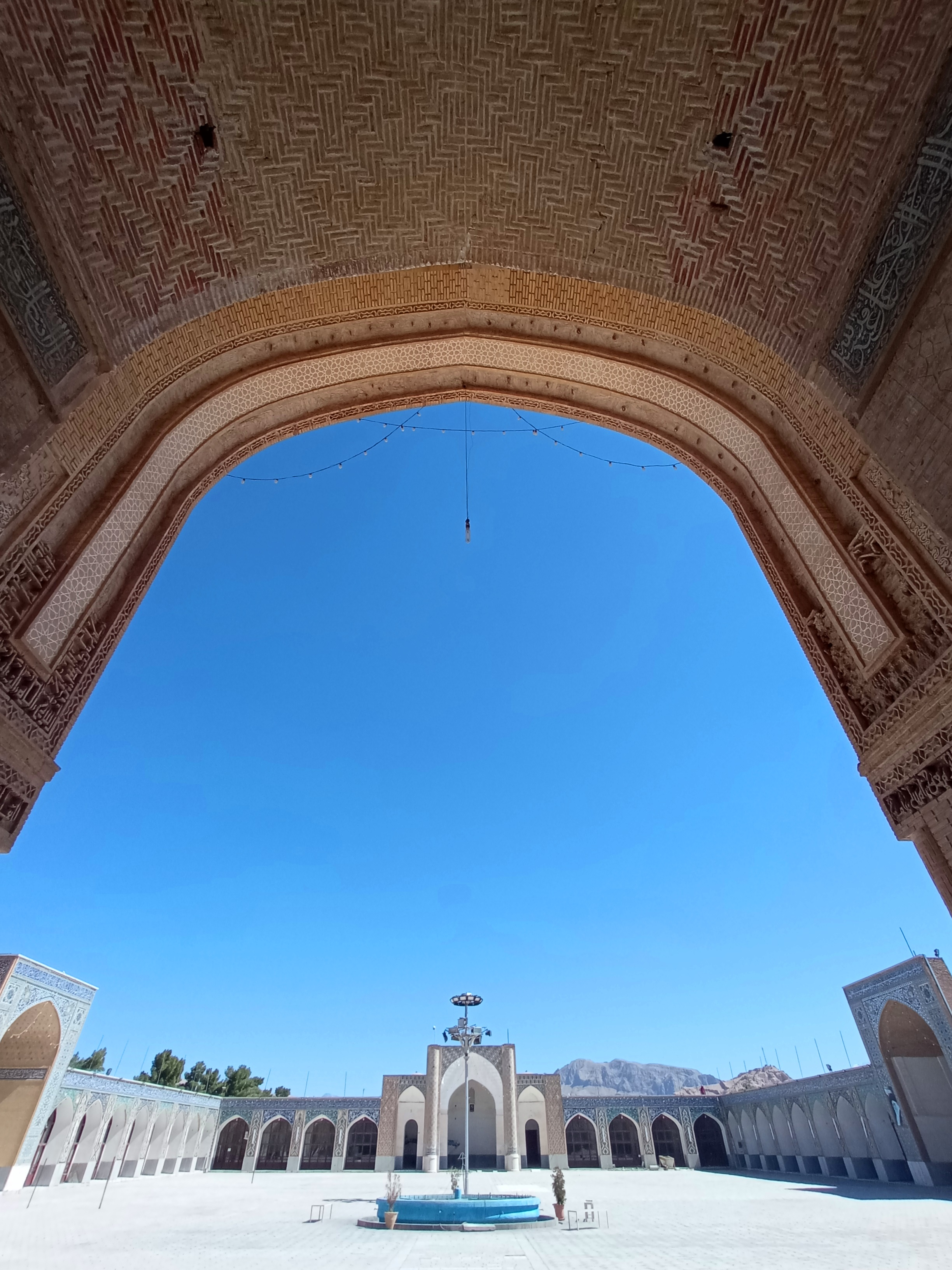
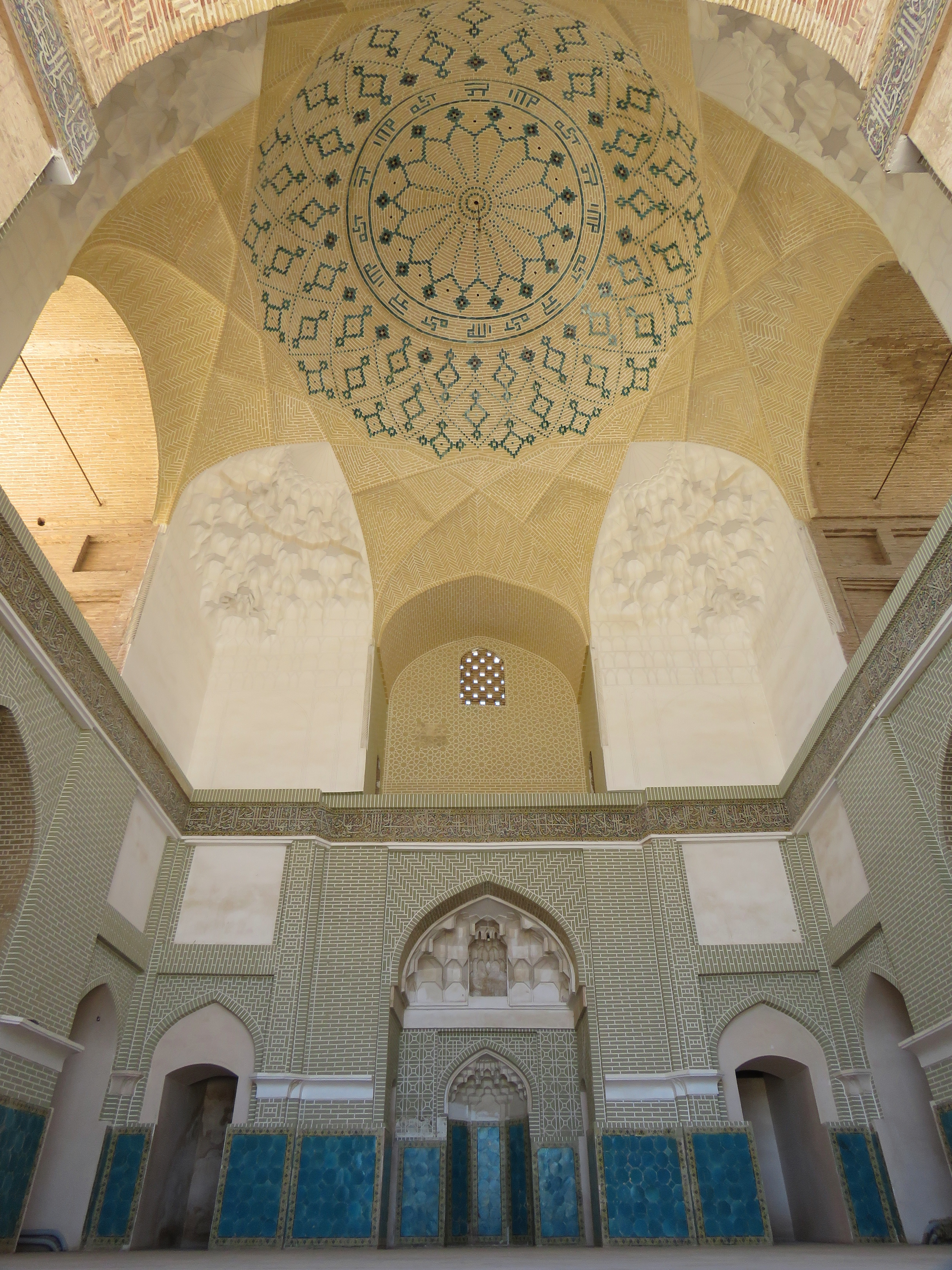
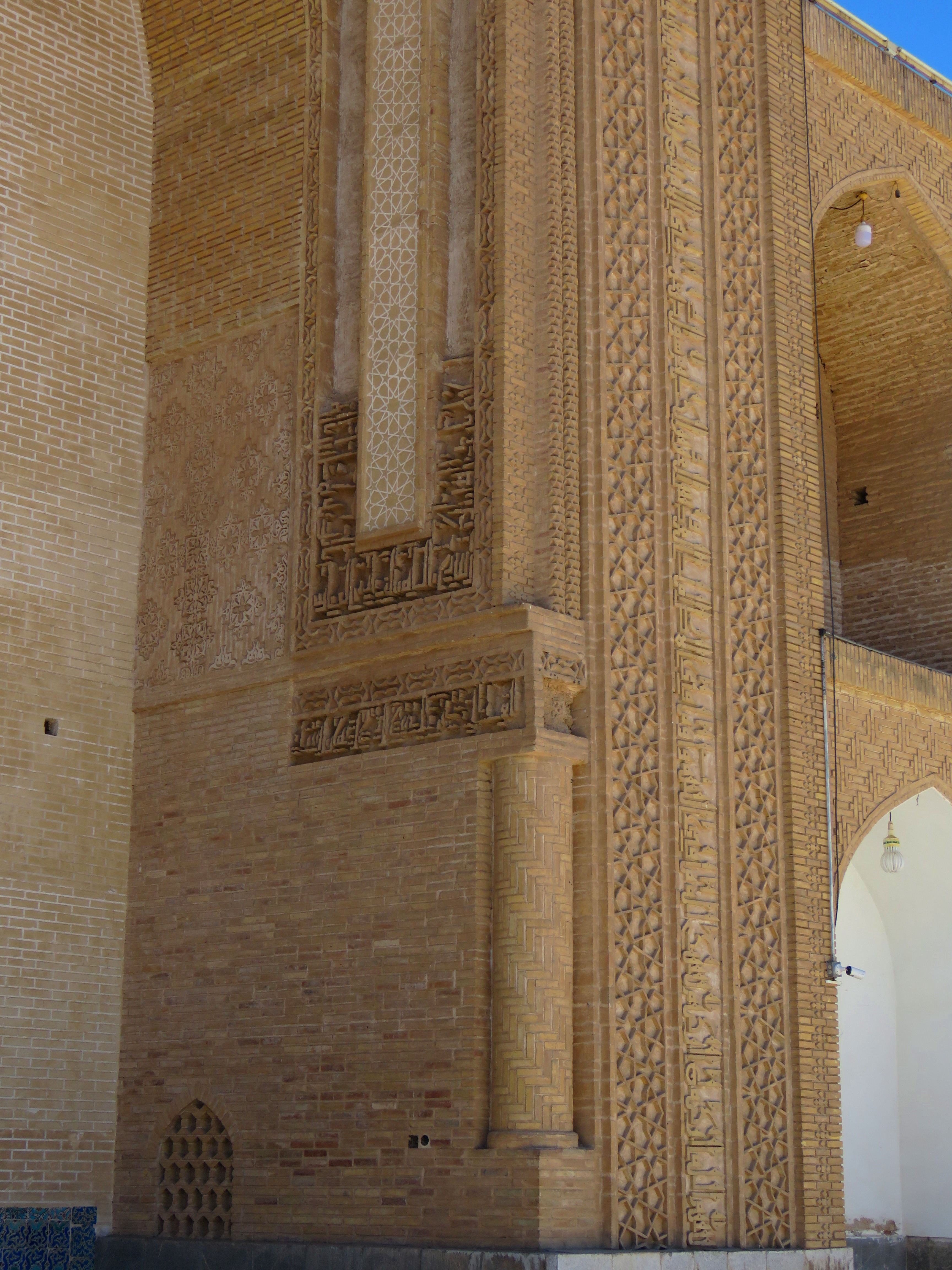
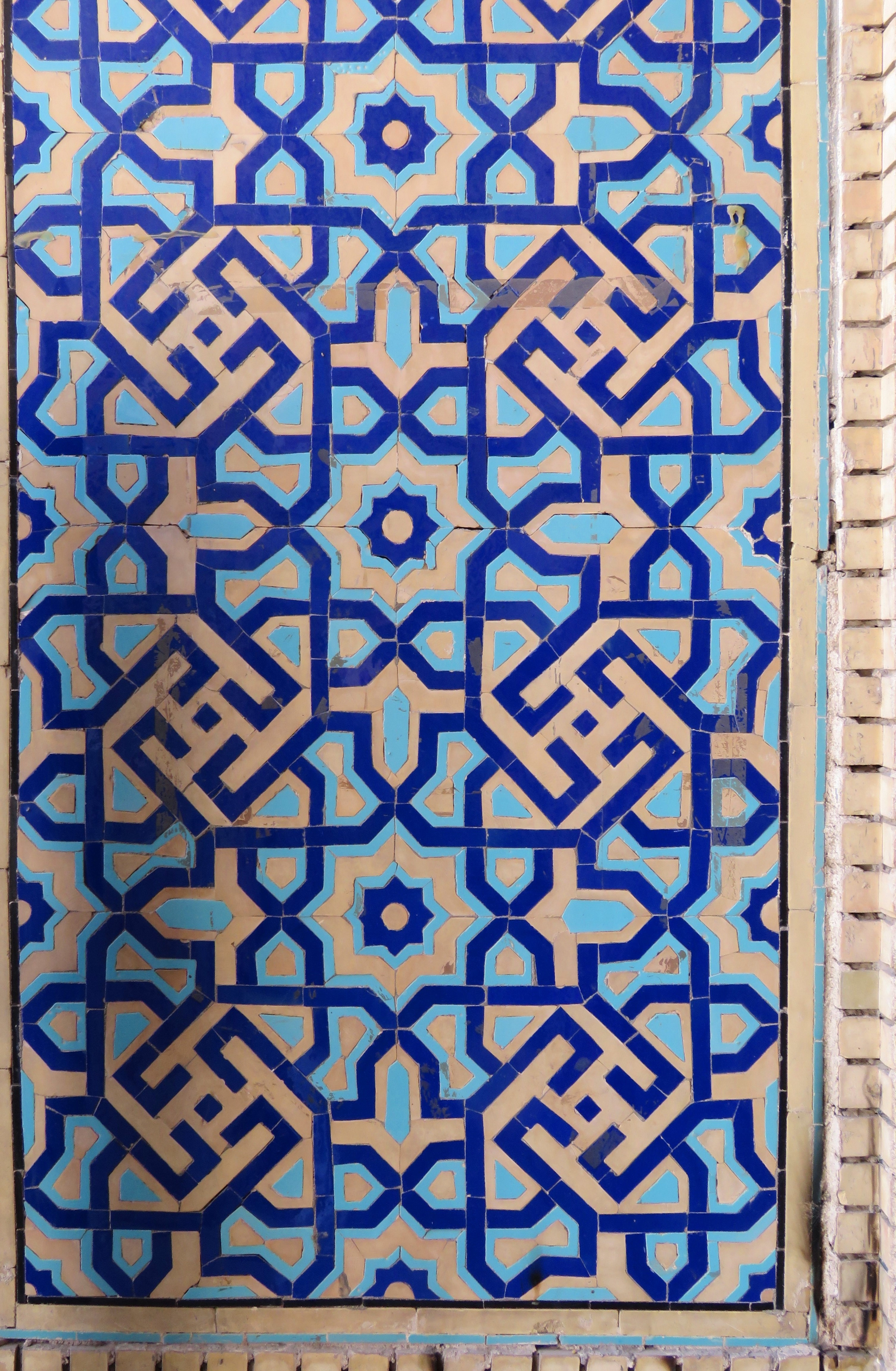
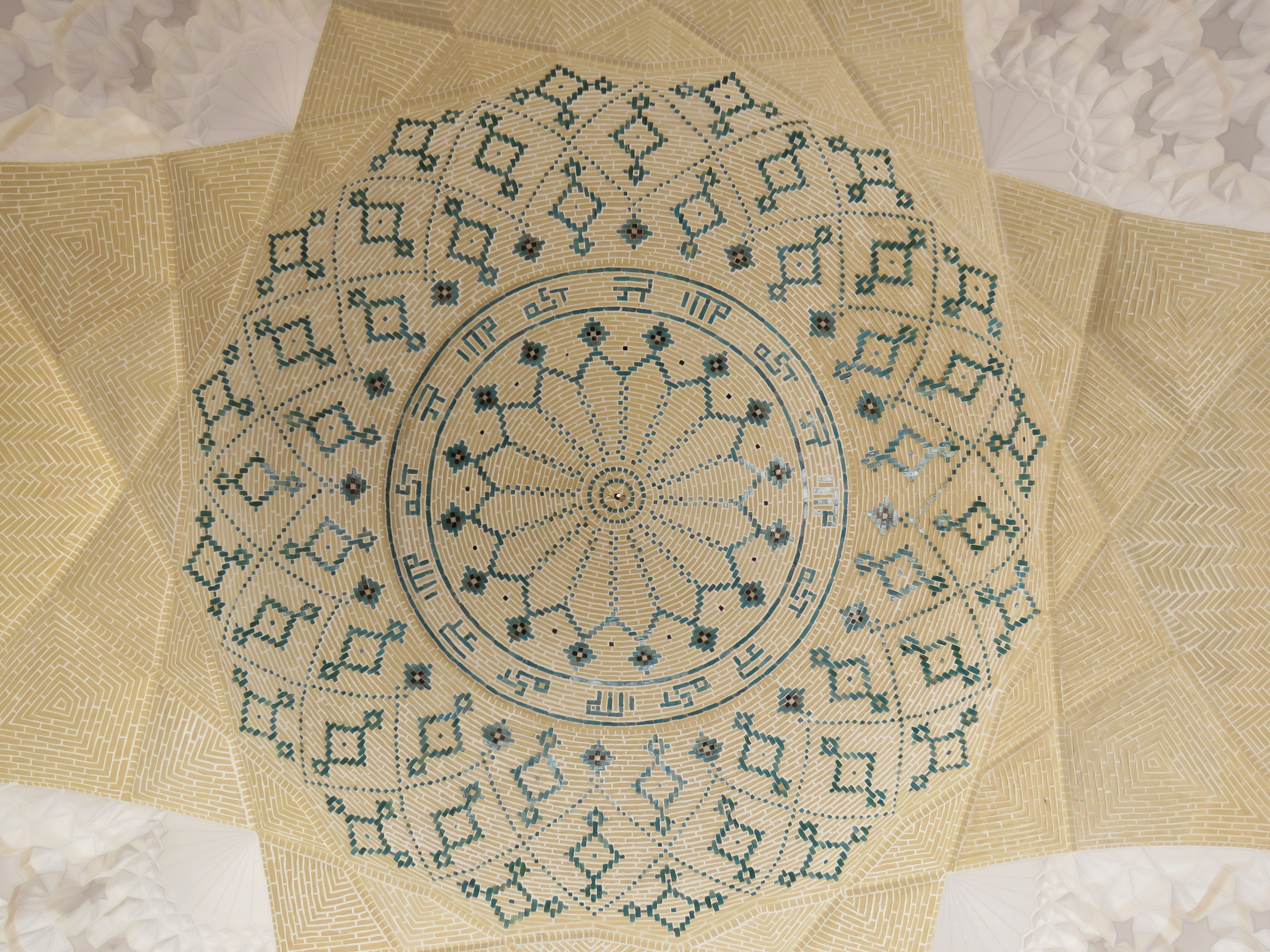

- پرونده:پروند:شیخ ابوالقاسم کرمان۱۵.jpg
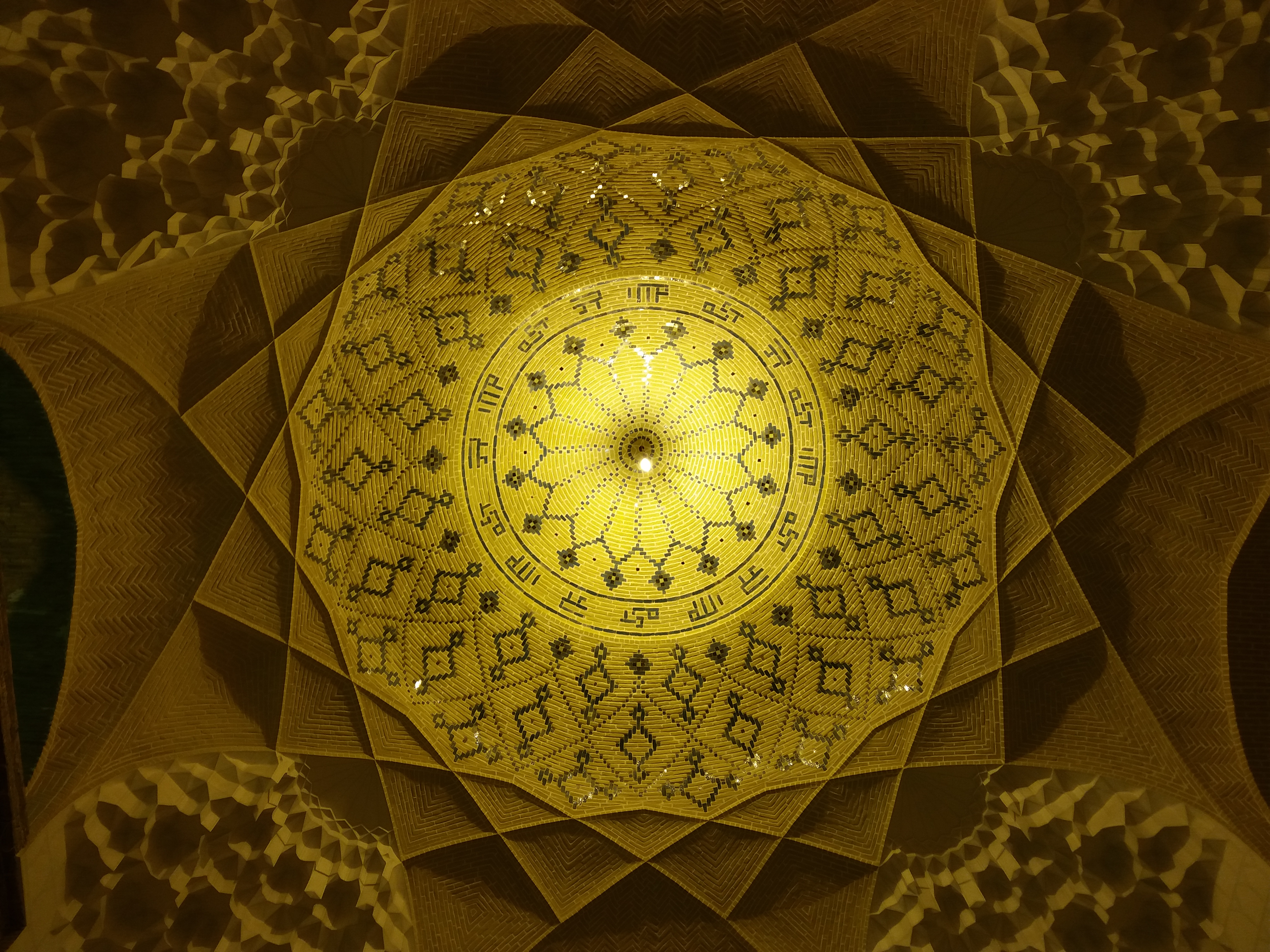
سقف ایوان غربی مسجد